# Central Park
O Central Park (em português:  Parque Central) é um grande parque dentro da cidade de Nova Iorque. Possui uma área de 3,41 km² e está localizado no distrito de Manhattan. Foi o primeiro parque público nos Estados Unidos, inaugurado em 1857 com 3,15 km², e é considerado, por muitos nova-iorquinos, um oásis dentro da grande floresta de arranha-céus existente na região. É um lugar onde as pessoas podem diminuir o ritmo frenético de Nova Iorque.
Com os aproximadamente 42 milhões de visitantes anualmente, o Central Park é o parque mais visitado da cidade e aparece em muitos filmes e programas de televisão, tornando-o conhecido no mundo todo. É sede de grandes filmes e programas norte-americanos famosos.
Embora o parque pareça natural, ele é, na verdade, ajardinado quase inteiramente e contém diversos lagos artificiais, trilhas para caminhadas, duas pistas de patinagem no gelo, um santuário vivo e campos diversos. Considerado pelo Guiness Book o lado verde de Nova Iorque, o parque foi projetado para dar um clima aconchegante a cidade e esquecer os arranha-céus espalhados por todos os lugares.
O parque foi designado, em 15 de outubro de 1966, um distrito do Registro Nacional de Lugares Históricos bem como, em 23 de maio de 1963, um Marco Histórico Nacional. É atualmente gerido pelo Central Park Conservancy sob contrato com a prefeitura da cidade. O Central Park Conservancy é uma organização sem fins lucrativos que contribui com 83,5% da verba anual do parque (que totalizam 37,5 milhões de dólares por ano) e emprega 80,7% da equipe de manutenção do parque. Já investiu mais de US$ 875 milhões na recuperação e conservação do espaço.

## História

### Planejamento
Entre 1821 e 1855, a cidade de Nova Iorque quase quadruplicou em população. Conforme a cidade expandiu-se para o norte de Manhattan, a população recorria às poucas áreas abertas para momentos de lazer. Ainda que não fizesse parte do Plano dos Comissários, a região onde hoje se encontra o Central Park foi levantada e mapeada pelo engenheiro John Randel, Jr., cujos vestígios deste levantamento ainda são visíveis e preservados no interior do parque.
A demanda da cidade por um parque público de grande porte foi reforçada pelo poeta e editor do jornal Evening Post, William Cullen Bryant, e por Andrew Jackson Downing, pioneiro arquiteto que previu e alarmou a cidade sobre a necessidade de construção de áreas verdes em 1844. À época muitos nova-iorquinos influentes passaram a defender a criação de um espaço público de destaque aos moldes do Bois de Boulogne, em Paris ou do Hyde Park, em Londres. Após uma tentativa abortada em 1850 de desapropriar uma fazenda, a Legislatura do Estado de Nova Iorque designou uma área de mais de 700 acres (ou 280 hectares) para a construção do parque, com custo estimado em 5 milhões de dólares à época.

### Central Park nos dias de hoje

O Central Park, que desde 1962 é um Marco Histórico Nacional, foi projetado pelo escritor e paisagista Frederick Law Olmsted e pelo arquiteto inglês Calvert Vaux em 1858, depois de vencerem uma competição de projetos para o futuro parque lançada pelos comissários da área reservada ao Central Park - o projeto vencedor foi nomeado como Greensward Plan. Eles também projetaram o Brooklyn's Prospect Park.
O Central Park é limitado, ao norte, pela West 110th Street, ao sul pela West 59th Street, ao oeste pela Eighth Avenue. Ao longo das margens do parque, essas ruas são conhecidas como Central Park North, Central Park South, e Central Park West respectivamente. Somente a Quinta Avenida "Fifth Avenue" que margeia o parque ao leste, não muda de nome.

### Visitantes
O parque, que recebe aproximadamente 42 milhões de visitantes por ano, é o parque urbano mais visitado dos Estados Unidos.

## Pontos de interesse

### Atrações turísticas
As atrações turísticas do Central Park incluem:
- Castelo Belvedere
- Terraço e fonte Bethesda
- Teatro Delacorte
- Lasker Rink
- Zoológico do Central Park

### Monumentos
Um total de 29 esculturas de autoria de artistas como Augustus Saint-Gaudens, Emma Stebbins e John Quincy Adams Ward foram erguidas no Central Park desde sua fundação, sendo a maioria delas doações de indivíduos ou organizações. Grande parte do primeiro estatuário inaugurado no local foi de autores e poetas, que originou o Literary Walk ("Passeio Literário"). Algumas das mais notórias esculturas do parque são:
- Alice in Wonderland Margaret Delacorte Memorial (1959), de José de Creeft, Hideo Sasaki e Ferando Texidor;
- Angel of the Waters (1873), de Emma Stebbins;
- Balto (1925);
- Duke Ellington Memorial (1997), de Robert Graham.
- Agulha de Cleópatra: Um dos três exemplares em todo o mundo, sendo os outros dois localizados em Paris e Londres. Cada obelisco possui aproximadamente 21 metros (68 pés) de altura e pesa cerca de 180 toneladas. Foram erigidos originalmente no Templo de Rá, em Heliópolis, no Antigo Egito, em aproximadamente 1 450 a.C. durante o reinado de Tutemés III. Os hieróglifos foram inseridos mais de dois séculos depois pelo faraó Ramessés II para glorificar suas conquistas militares. Os obeliscos foram transportados para Alexandria por Marco Antônio.

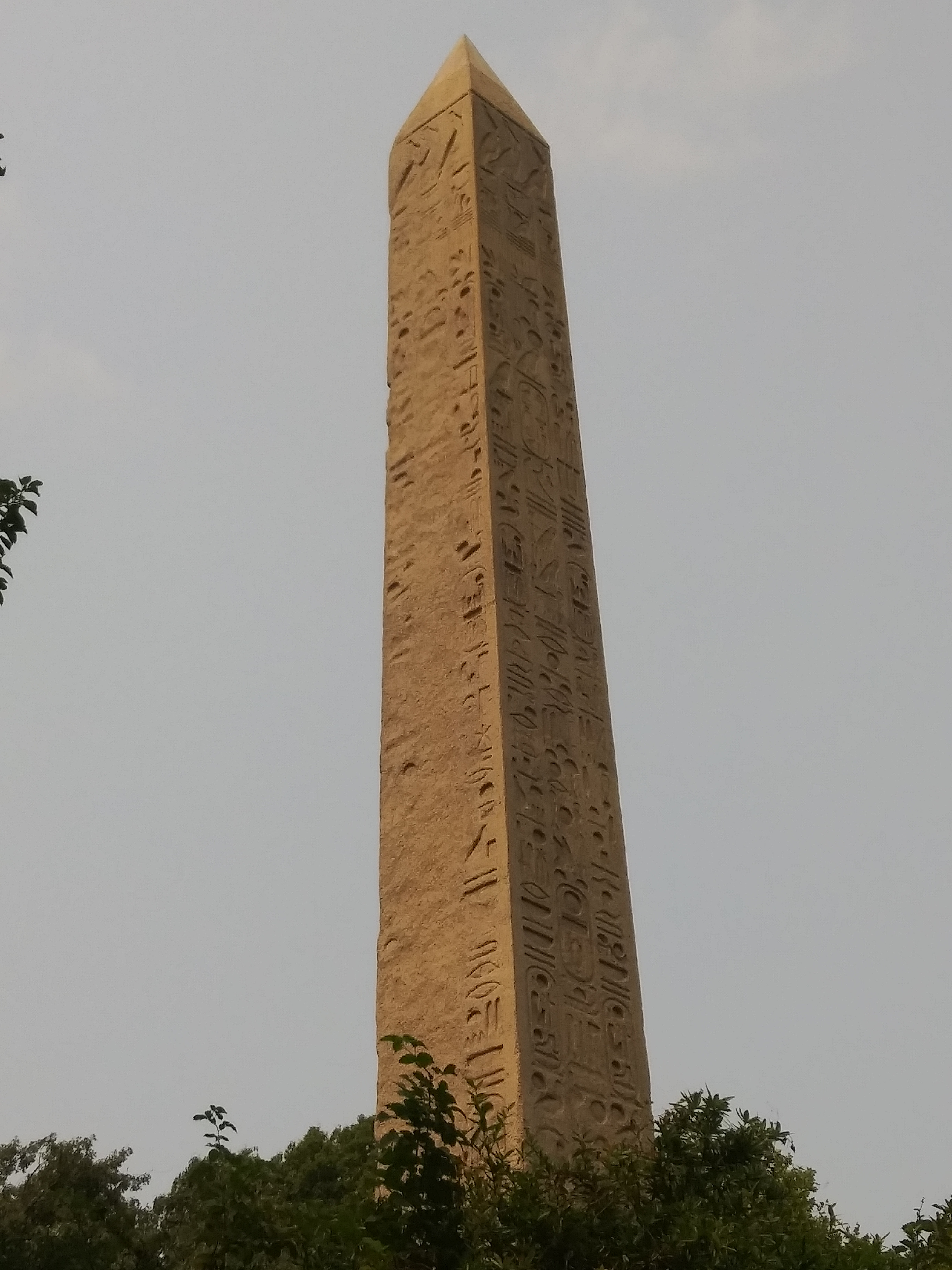
Agulha de Cleópatra

- Strawberry Fields: O memorial foi inaugurado em 9 de outubro de 1985, dia em que John Lennon completaria 45 anos de idade. Vários países doaram mudas de árvores para compor os 2 acres de área do memorial, a Itália doou o famoso mosaico que é peça central da construção. Desde sua criação, o memorial tornou-se um local de encontros públicos entre fãs e admiradores de Lennon.

#### Estátuas
O parque tem 23 estátuas. Além dos monumentos de homenagem a homens, há também esculturas de figuras femininas, sendo estas apenas de ficção, como a Alice no País das Maravilhas, a Julieta (com Romeu) e a Mãe Ganso. Nenhuma das estátuas do parque representa uma mulher que tenha tido um papel de relevo na História. Em 2020 isso vai mudar. Foi aprovada a instalação de um monumento de homenagem a três pioneiras na luta pelos direitos das mulheres nos Estados Unidos.
A nova estátua representará as ativistas Susan B. Anthony, Elizabeth Cady Stanton e Sojourner Truth. A imagem de Truth, uma escrava abolicionista, foi adicionada num segundo momento à escultura, depois de críticas de que as sufragistas afro-americanas não tinham sido incluídas.
As três não só foram pioneiras na luta pelos direitos das mulheres, como eram nova iorquinas.
A escultura será colocada no parque de Manhattan, em Nova Iorque, Estados Unidos, a 26 de agosto de 2020.
A data tem um significado especial: em 2020 celebram-se 100 anos desde que as mulheres norte-americanas conquistaram o direito ao voto.
A nova estátua do Central Parque é da autoria da artista Meredith Bergmann.

## Clima
No esquema climático de Koppen, o centro de Nova Iorque, mais especificadamente o Central Park é Cfa, subtropical úmido devido a ilha de calor em Manhattan, embora muito mais semelhante com os climas de outros lugares do nordeste do país de uma forma geral (a média do mês mais frio é de apenas 0,3 °C). Ou seja, mais próximo dos climas continentais úmidos (Dfa) acima de 40° N com verões quentes e invernos rigorosos, apesar da neve não ter a mesma permanência que regiões mais ao interior e em posições mais setentrionais da América do Norte. Apesar da definição técnica, muito das espécies das florestas temperadas da metade norte das latitudes médias são abrigadas no local, indicando um clima com maiores influências hemiboreais.
| Dados climatológicos para Nova Iorque (Belvedere Castle, Central Park), altitude: 39,6 m, normais de 1981–2010 , extremos 1869-presente                                | Dados climatológicos para Nova Iorque (Belvedere Castle, Central Park), altitude: 39,6 m, normais de 1981–2010 , extremos 1869-presente | Dados climatológicos para Nova Iorque (Belvedere Castle, Central Park), altitude: 39,6 m, normais de 1981–2010 , extremos 1869-presente | Dados climatológicos para Nova Iorque (Belvedere Castle, Central Park), altitude: 39,6 m, normais de 1981–2010 , extremos 1869-presente | Dados climatológicos para Nova Iorque (Belvedere Castle, Central Park), altitude: 39,6 m, normais de 1981–2010 , extremos 1869-presente | Dados climatológicos para Nova Iorque (Belvedere Castle, Central Park), altitude: 39,6 m, normais de 1981–2010 , extremos 1869-presente | Dados climatológicos para Nova Iorque (Belvedere Castle, Central Park), altitude: 39,6 m, normais de 1981–2010 , extremos 1869-presente | Dados climatológicos para Nova Iorque (Belvedere Castle, Central Park), altitude: 39,6 m, normais de 1981–2010 , extremos 1869-presente | Dados climatológicos para Nova Iorque (Belvedere Castle, Central Park), altitude: 39,6 m, normais de 1981–2010 , extremos 1869-presente | Dados climatológicos para Nova Iorque (Belvedere Castle, Central Park), altitude: 39,6 m, normais de 1981–2010 , extremos 1869-presente | Dados climatológicos para Nova Iorque (Belvedere Castle, Central Park), altitude: 39,6 m, normais de 1981–2010 , extremos 1869-presente | Dados climatológicos para Nova Iorque (Belvedere Castle, Central Park), altitude: 39,6 m, normais de 1981–2010 , extremos 1869-presente | Dados climatológicos para Nova Iorque (Belvedere Castle, Central Park), altitude: 39,6 m, normais de 1981–2010 , extremos 1869-presente | Dados climatológicos para Nova Iorque (Belvedere Castle, Central Park), altitude: 39,6 m, normais de 1981–2010 , extremos 1869-presente |
| Mês | Jan | Fev | Mar | Abr | Mai | Jun | Jul | Ago | Set | Out | Nov | Dez | Ano |
| --- | --- | --- | --- | --- | --- | --- | --- | --- | --- | --- | --- | --- | --- |
| Temperatura máxima recorde (°C) | 22 | 24 | 30 | 36 | 37 | 38 | 41 | 40 | 39 | 34 | 29 | 24 | 41 |
| Temperatura máxima média (°C) | 3,5 | 5,3 | 9,8 | 16,2 | 21,6 | 26,3 | 28,9 | 28,1 | 24,0 | 17,7 | 12,1 | 6,1 | 16,7 |
| Temperatura média (°C) | 0,3 | 1,8 | 5,8 | 11,7 | 16,9 | 21,9 | 24,7 | 24 | 20 | 13,8 | 8,7 | 3,1 | 12,8 |
| Temperatura mínima média (°C) | −12,7 | −10,7 | −7,5 | 0,2 | 6,4 | 11,6 | 15,7 | 14,9 | 9,2 | 3,3 | −2,4 | −9,1 | 8,9 |
| Temperatura mínima recorde (°C) | −21 | −26 | −16 | −11 | 0 | 7 | 11 | 10 | 4 | −2 | −14 | −25 | −26 |
| Chuva (mm) | 92,7 | 78,5 | 110,7 | 114 | 106,4 | 112 | 116,8 | 112,8 | 108,7 | 111,8 | 102,1 | 101,6 | 1 268,5 |
| Queda de neve média (cm) | 17,8 | 23,4 | 9,9 | 1,5 | 0 | 0 | 0 | 0 | 0 | 0 | 0,8 | 12,2 | 65,5 |
| Dias com chuva | 10,4 | 9,2 | 10,9 | 11,5 | 11,1 | 11,2 | 10,4 | 9,5 | 8,7 | 8,9 | 9,6 | 10,6 | 122 |
| Dias com neve | 4 | 2,8 | 1,8 | 0,3 | 0 | 0 | 0 | 0 | 0 | 0 | 0,2 | 2,3 | 11,4 |
| Umidade relativa (%) | 61,5 | 60,2 | 58,5 | 55,3 | 62,7 | 65,2 | 64,2 | 66 | 67,8 | 65,6 | 64,6 | 64,1 | 63 |
| Brilho do sol disponível (%) | 54 | 55 | 57 | 57 | 57 | 57 | 59 | 63 | 59 | 61 | 51 | 48 | 57 |
| Insolação (h) | 162,7 | 163,1 | 212,5 | 225,6 | 256,6 | 257,3 | 268,2 | 268,2 | 219,3 | 211,2 | 151 | 139 | 2 534,7 |
| Fonte: NOAA (umidade relativa e sol 1981-2010). Veja Clima de Nova Iorque para obter informações adicionais sobre o clima em outras cidades do estado norte-americano. | | | | | | | | | | | | | |

## Vida selvagem

### Flora

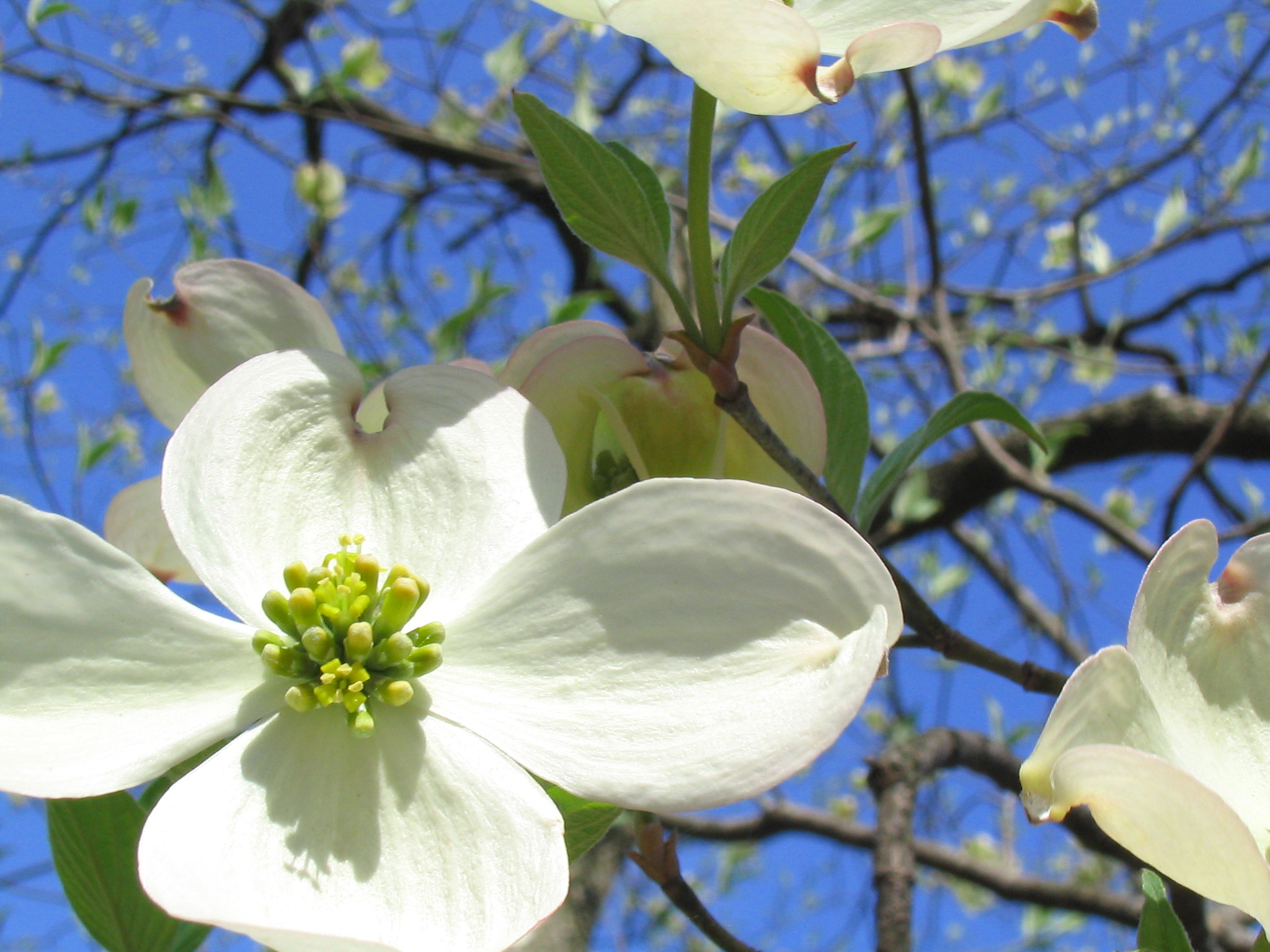
Brácteas de Cornus florida, espécie nativa da região de Nova Iorque.

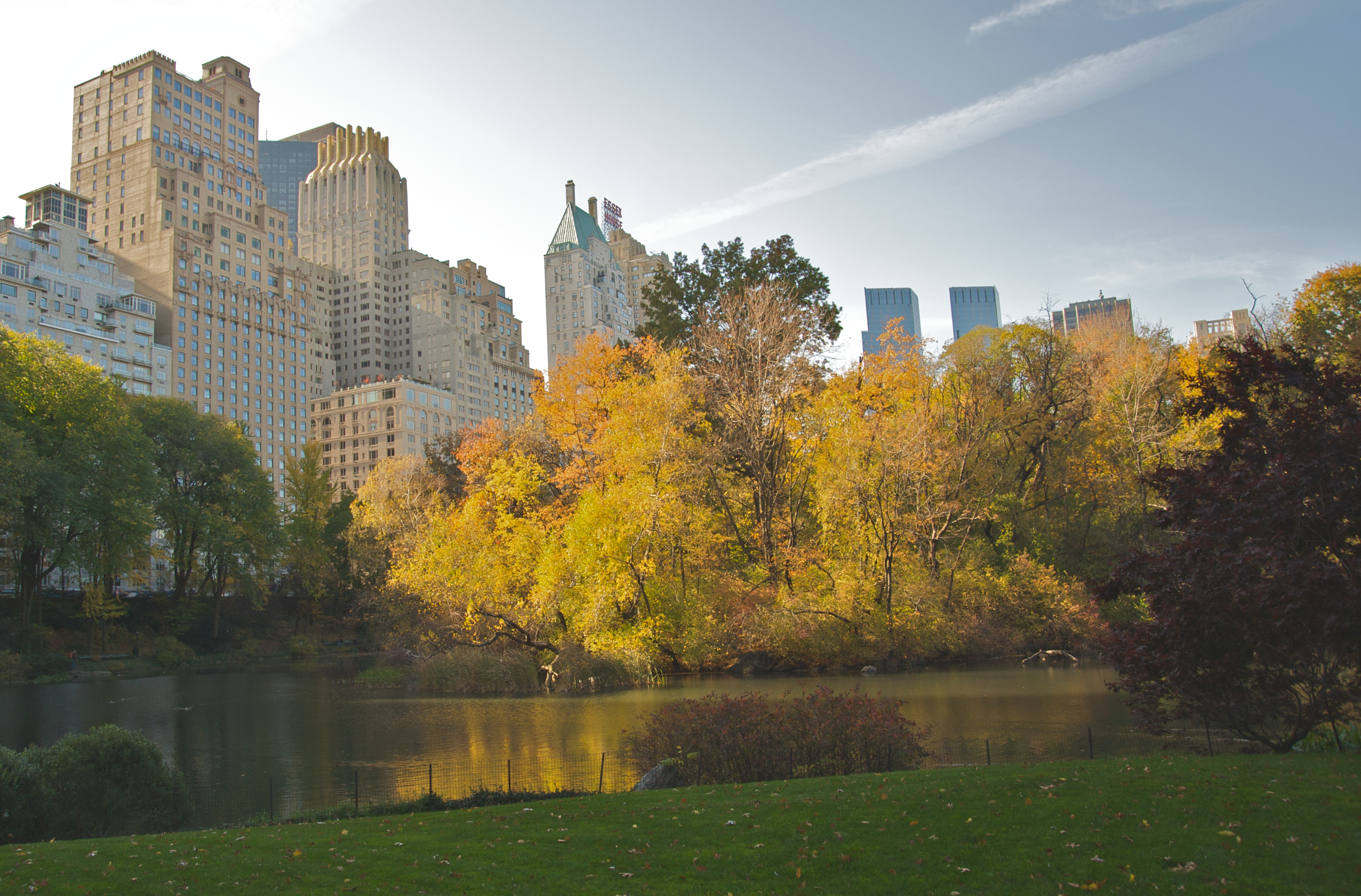
Área sudeste do Central Park durante o outono.

O Central Park abriga mais de 25 mil árvores, 1700 ulmeiros americanos, que compõem a maior reserva da espécie no nordeste dos Estados Unidos.
Outras espécies nativas e exóticas encontradas no Central Park:
| - Acer campestre - Acer ginnala - Acer palmatum - Acer platanoides - Acer pseudoplatanus - Acer saccharinum - Acer saccharum - Aesculus glabra - Aesculus hippocastanum - Aesculus pavia - Aesculus x carnea - Ailanthus altissima - Aralia spinosa - Betula alleghaniensis - Betula lenta - Betula nigra - Betula papyrifera - Celtis occidentalis |  | - Cedrus atlantica glauca - Cornus florida - Ginkgo biloba - Gleditsia triacanthos - Carpinus betulus - Liquidambar styraciflua - Liriodendron tulipifera - Magnolia grandiflora - Pinus strobus - Platanus occidentalis - Quercus alba - Quercus palustris - Quercus rubra - Robinia pseudoacacia - Taxodium distichum - Tilia americana - Tilia cordata - Tsuga canadensis - Ulmus americana |

### Fauna
Pássaros

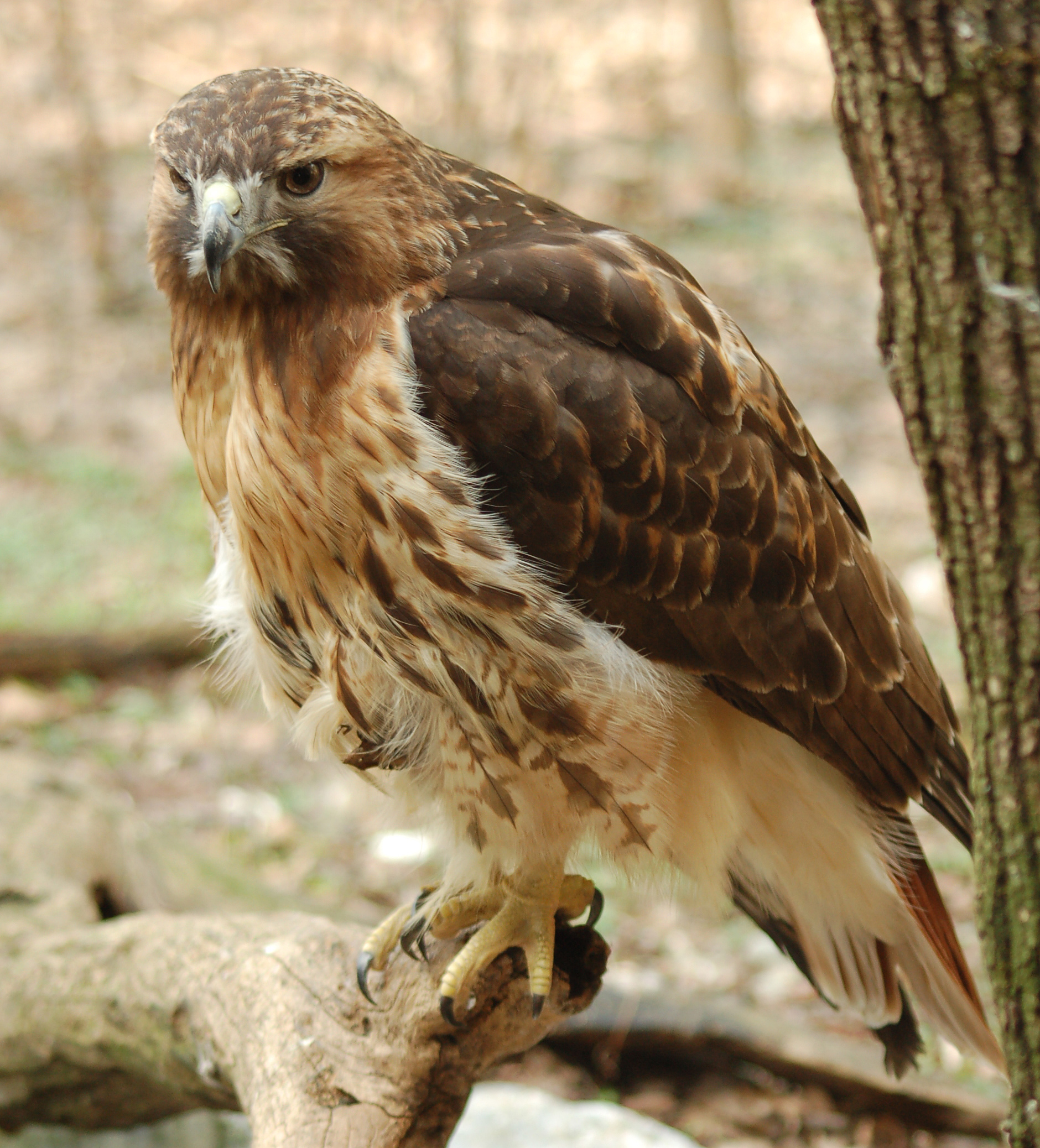
Búteo-de-cauda-vermelha, uma das espécies encontradas no Central Park.

A primeira listagem oficial de pássaros observados na região do Central Park foi publicada por Augustus G. Paine, Jr.. Paine era um ávido ornitologista e, juntamente com seu amigo Lewis B. Woodruff, publicou uma lista de 235 espécies de pássaros. O trabalho foi creditado como a primeira listagem oficial e publicado na revista Forest and Stream em 10 de junho de 1886. Um artigo do The New Yorker de 26 de agosto de 1974 chama a atenção para esta lista. Ao longo do tempo, os estudos têm sido aprimorados e aprofundados.
A região é frequentada por várias espécies migratórias durante sua migração de verão e outono na Rota Atlântica. Mais de um quarto de todas as espécies encontradas nos Estados Unidos foram avistadas no Central Park. Uma destas espécies é búteo-de-cauda-vermelha, que se restabeleceu no parque quando um falcão macho conhecido como "Pale Male" construiu seu ninho em um prédio da Quinta Avenida na década de 1990.
O Central Park foi abrigo do estorninho-comum, uma espécie nativa da Eurásia que acabou por se tornar um invasor. Em abril de 1890, oito pássaros foram soltos por Eugene Schieffelin, e no ano seguinte, mais oito; destes, 160 pássaros são progenitores das ninhadas que agora se espalham pelos Estados Unidos e Canadá.
Gansos-do-canadá e patos reais são comum e vive nos lagoas, como Harlem Meer no nordeste do parque, The Pool no noroeste e The Lake no sul; as lagoas são visitado também pelo corvo-marinho, o gaivota, e espécies de garça.
Mamíferos
- Guaxinim (Procyon lotor)

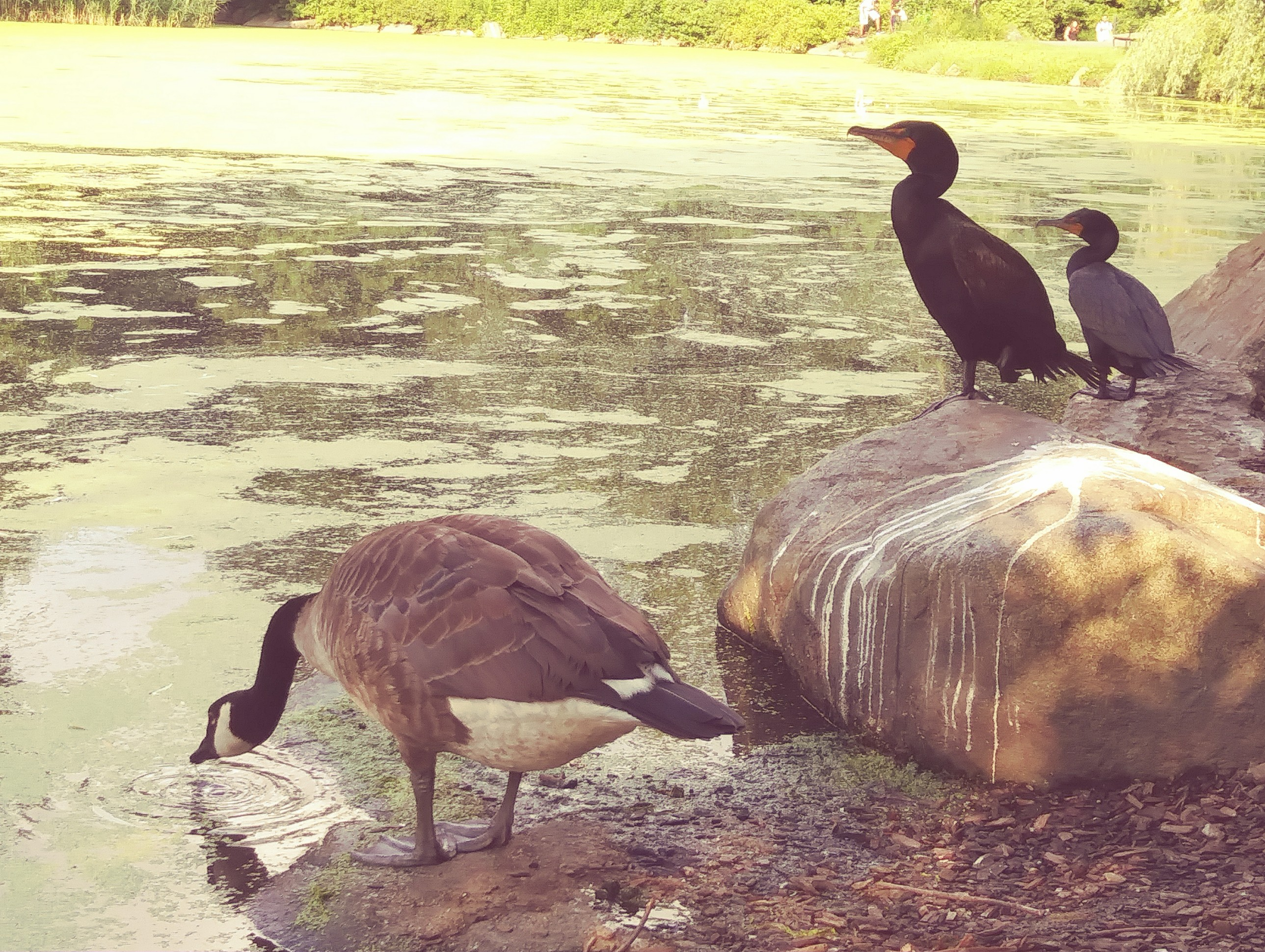
Um ganso-do-canadá e dois corvos-marinhos ao lado de The Pool

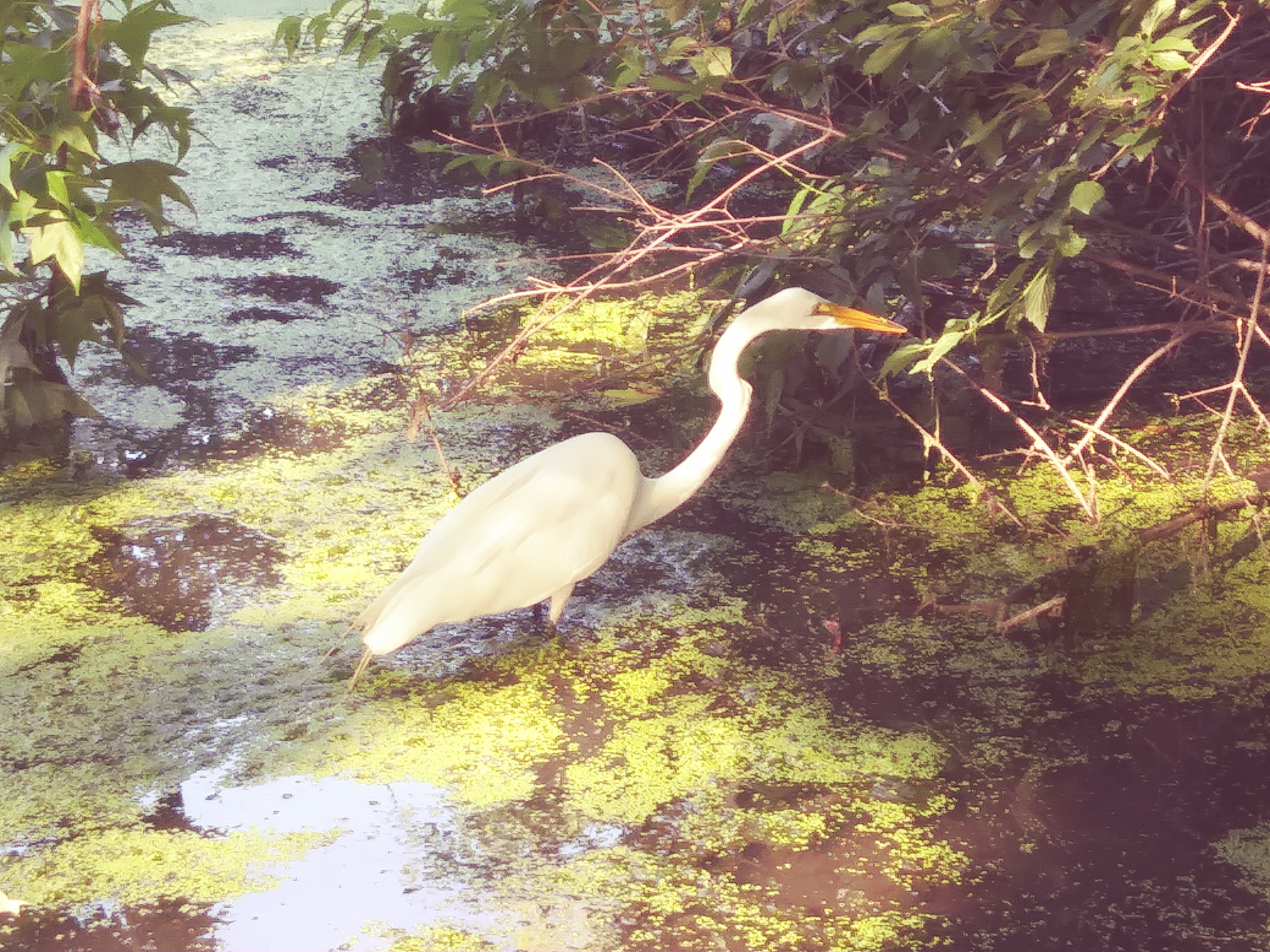
Garça em The Pool

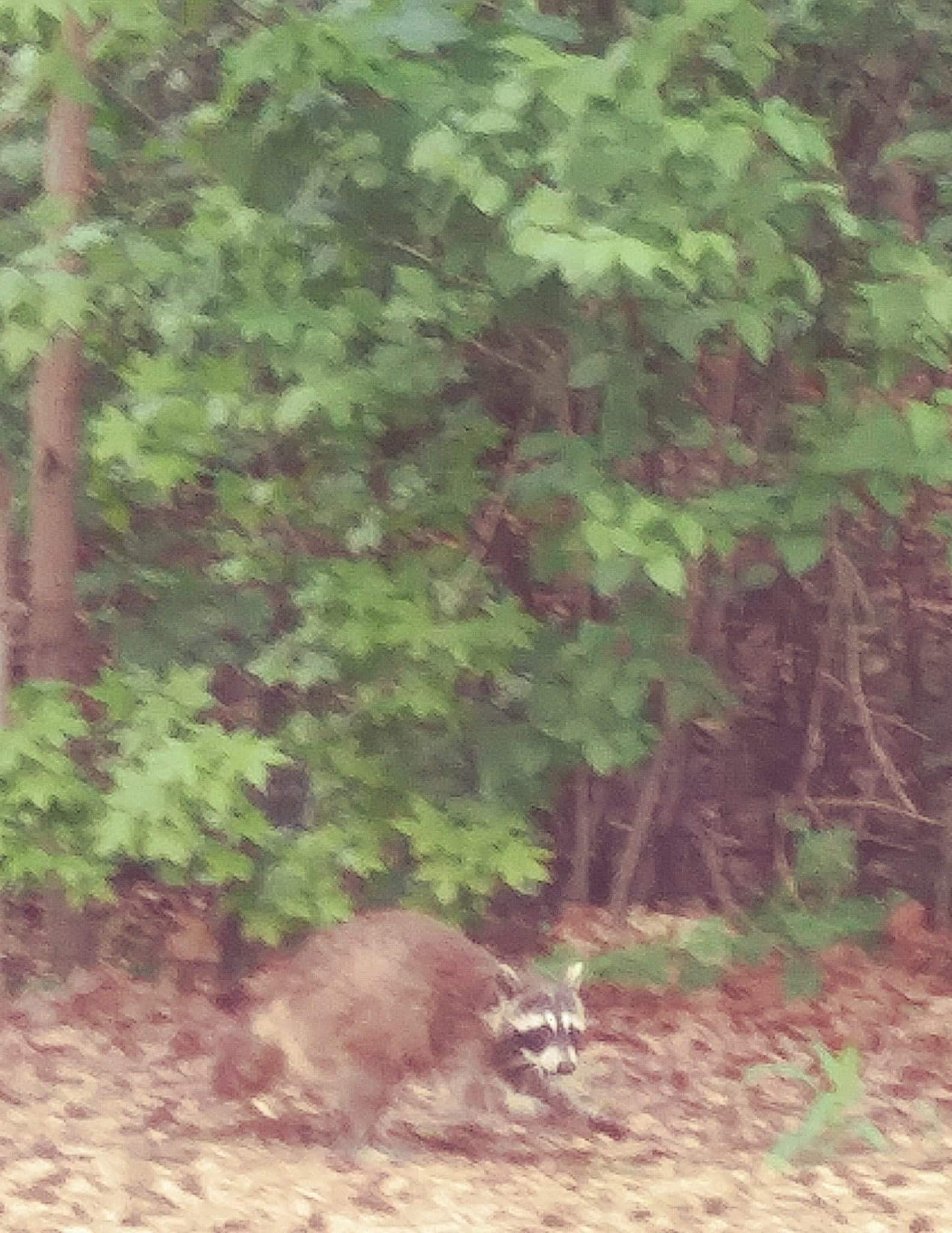
Guaxinim, North Woods, Central Park

- Esquilo-cinzento (Sciurus carolinensis)

- Tâmia oriental (Tamias striatus)

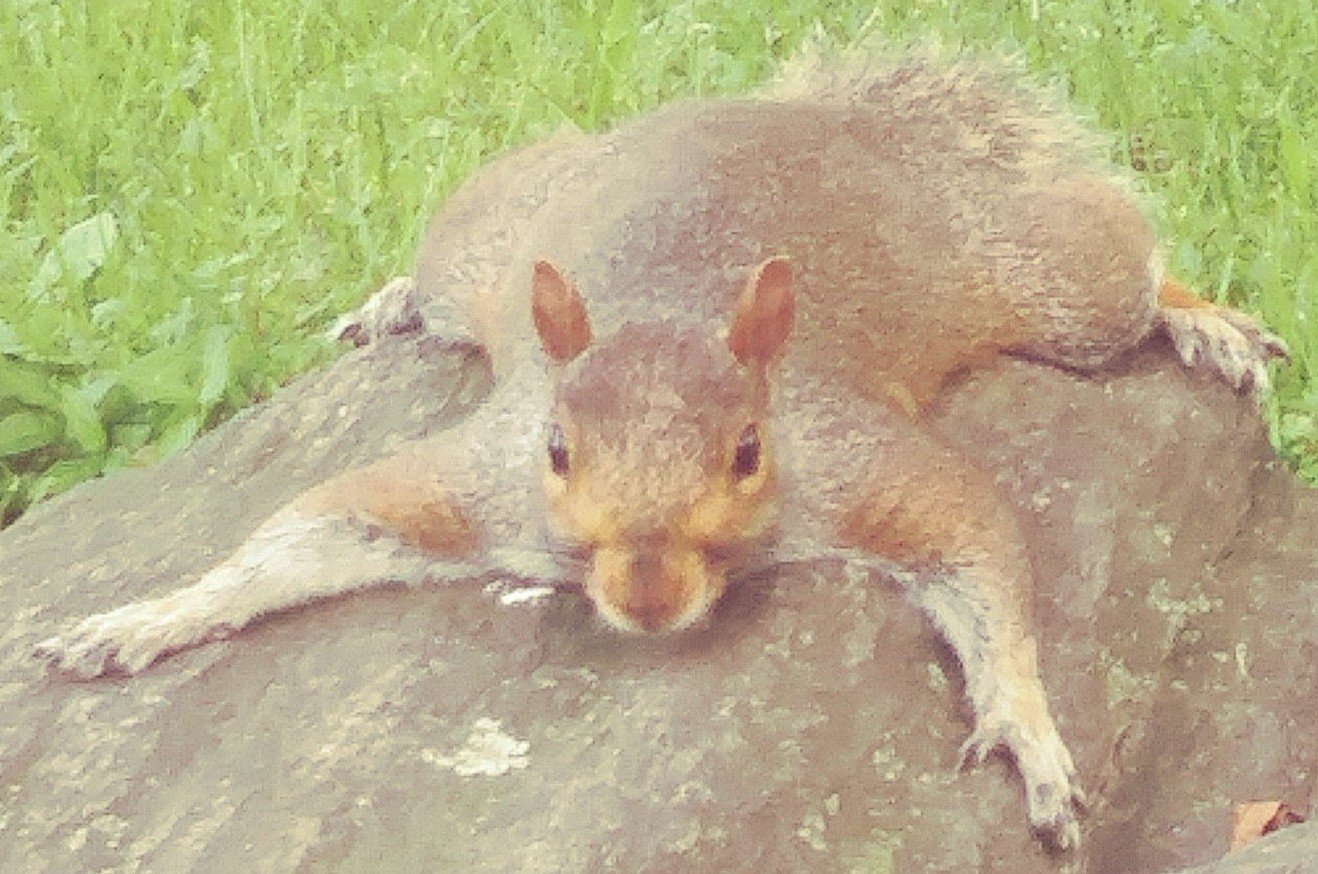
Esquilo incomumente ousado que olhou para o fotógrafo a cerca de um metro de distância em Central Park

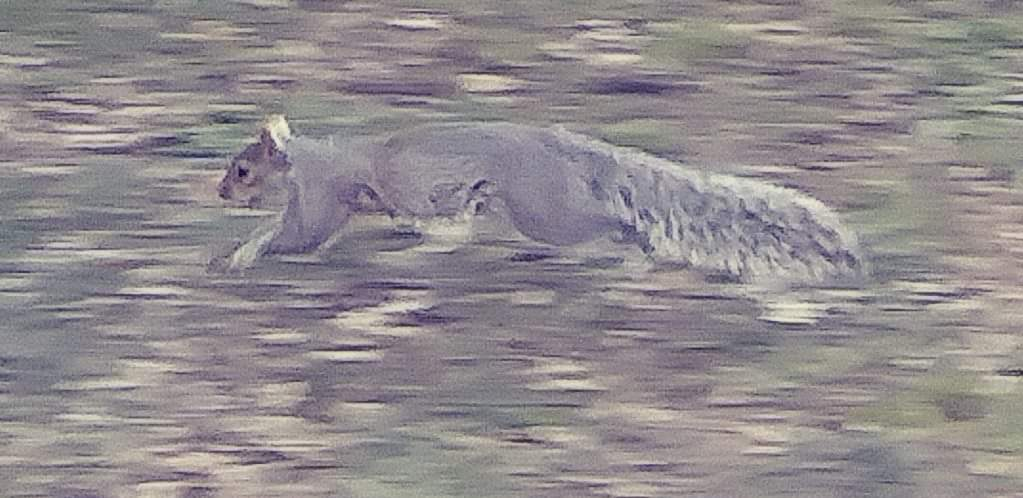
Esquilo saltando no Central Park

- Opossum-da-virgínia (Didelphis virginiana)

## Atividades

### Charretes

Passeio no Central Park 1989

A Cidade de Nova Iorque tem mantida a tradição de passeios de charrete desde 1935. As charretes já foram captadas em muitos filmes, como a cocheira Maggie Coogan que apareceu em um cinejornal da Universal Studios em 1967. As charretes tornaram-se parte da imagem simbólica da cidade. Após os Ataques de 11 de Setembro, em um evento público, o então Prefeito Rudolph Giuliani visitou os estábulos pedindo aos charreteiros que retomassem suas atividades para apoiar a sensação de normalidade.

## Acesso

### Transporte público
A Linha da Oitava Avenida do Metrô de Nova Iorque percorre o limite oeste do parque, com uma estação de transferência à Linha Broadway - Sétima Avenida, localizada em Columbus Circle. Adicionalmente, o parque é servido pela Linha da Avenida Lenox - servida pela estação Central Park North – 110th Street; dela partem as linhas ao sudoeste do parque, e levam até uma estação da Linha Broadway.

### Vias públicas
O Central Park é circundado por quatro vias públicas: Oitava Avenida, Central Park Sul, Central Park Norte e Quinta Avenida. Em cada um dos entroncamentos do parque, há uma praça. São elas:
- Frederick Douglass Circle (nordeste)
- Duke Ellington Circle (noroeste)
- Columbus Circle (sudoeste)
- Grand Army Plaza (sudeste)

Quatro vias transversais culminam no Central Park: as ruas 65th, 66th, 86th e 96th. O parque possui ainda três vias que o cortam em sentido vertical.

## Na cultura popular
O Central Park é constantemente cenário de diversas produções para cinema e televisão, o que contribuiu grandemente para sua popularidade ao longo da história. Algumas destas produções em que o Central Park serviu como cenário:
| - Romeo & Juliet (1908) - The Apartment (1960) - The Producers (1967) - Marathon Man (1976) - Hair (1979) - The Park Is Mine (1986) - The Fisher King (1991) - Home Alone 2: Lost in New York (1992) - We're Back! A Dinosaur's Story (1993) - The Stand (1994) - A Troll in Central Park (1994) - Die Hard with a Vengeance (1994) - Balto (1995) - James and the Giant Peach (1996) - Stuart Little (1999) | - Maid in Manhattan (2002) - Prince of Central Park (2002) - The Time Machine (2002) - Elf (2003) - Madagascar (2005) - The Producers (2005) - August Rush (2007) - Enchanted (2007) - Bee Movie (2007) - Bride Wars (2008) - Ghost Town (2008) - New York, I Love You (2008) - The Happening (2008) - Glee (2011) | - The Avengers (2012) - Now You See Me (2013) - Love Live! The School Idol Movie (2015) - Fantastic Beasts and Where to Find Them (2016) - Sex and the City - Gossip Girl - Central Park West - Law & Order - Law & Order: Special Victims Unit - Law & Order: Criminal Intent - Nas Histórias em Quadrinho da Marvel, Central Park foi onde Frank Castle perdeu sua família. Central Park tbm aparece nas HQ's do Homem-Aranha. |

## Galeria de imagens

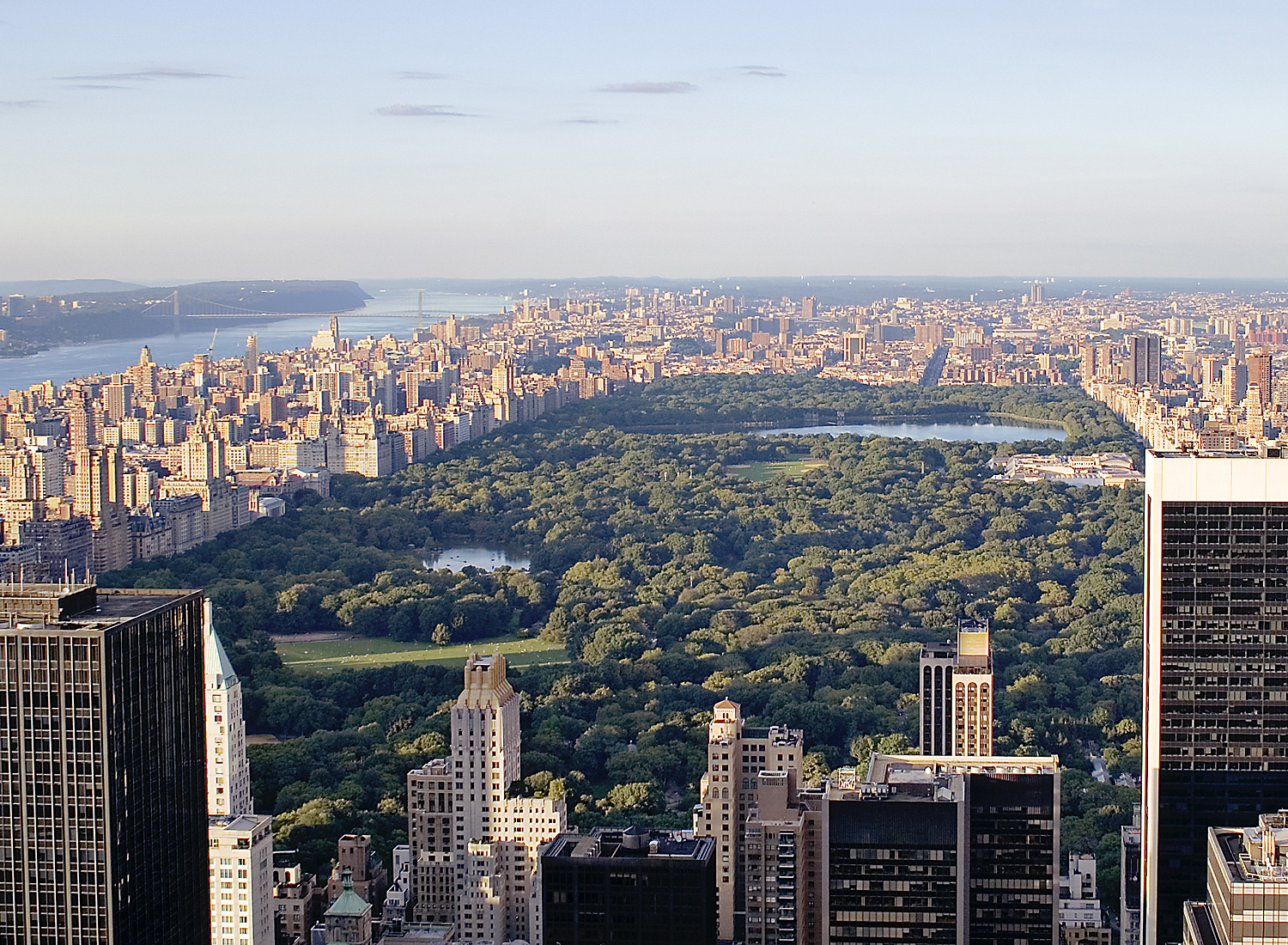
Vista aérea do Central Park
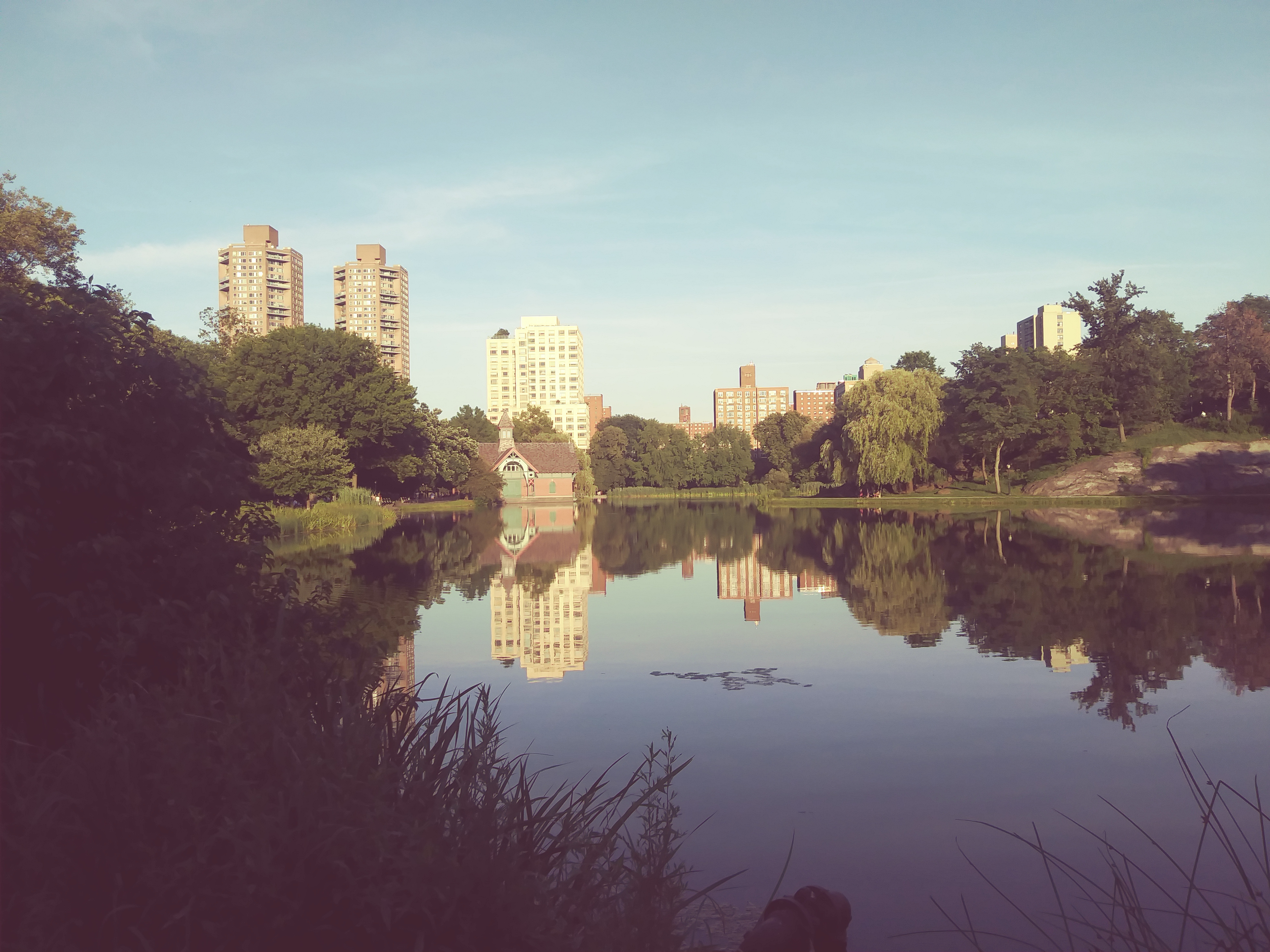
Vista ao este (a 5th Avenue) sobre Harlem Meer
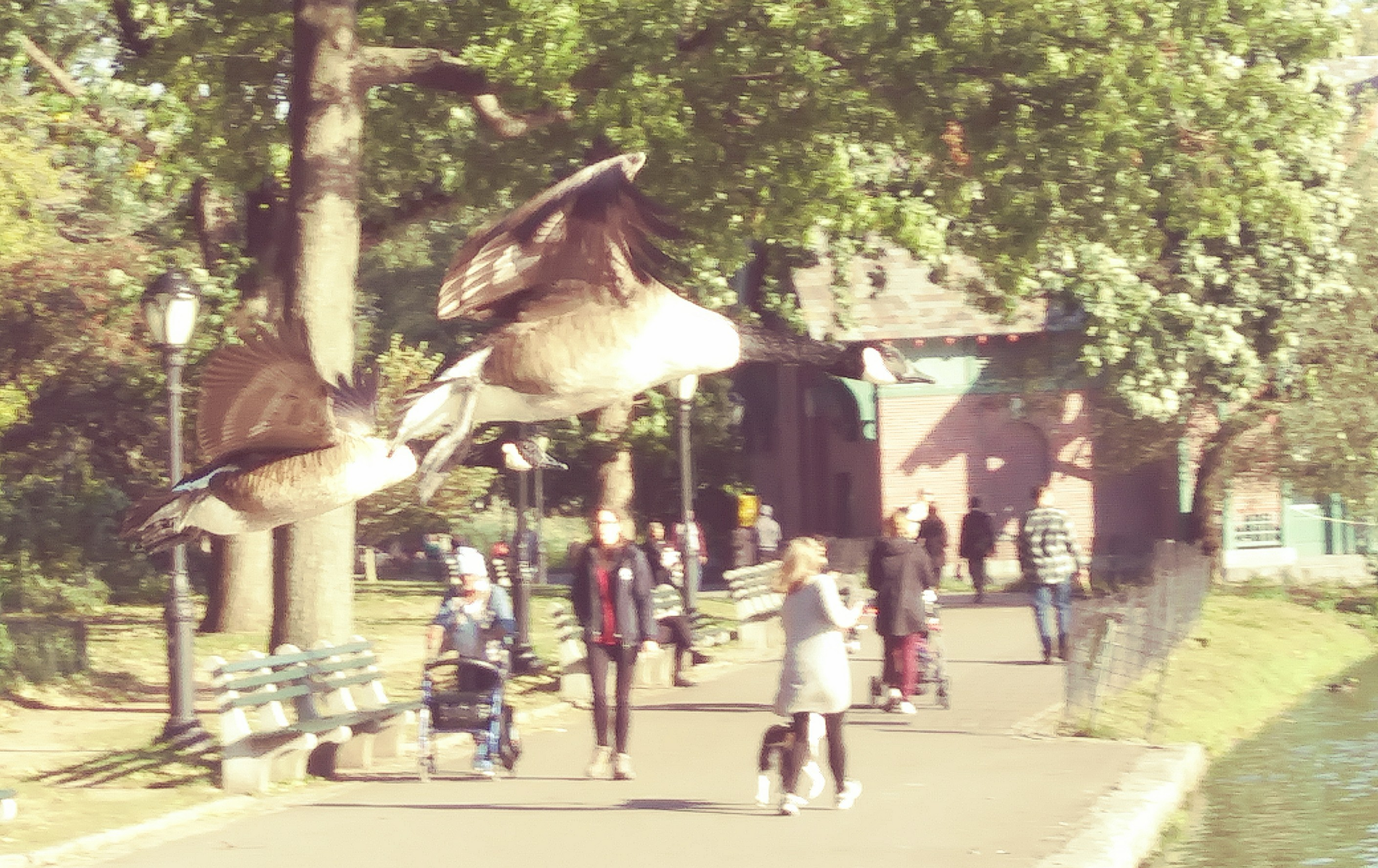
Dois gansos-do-canadá voam a Harlem Meer
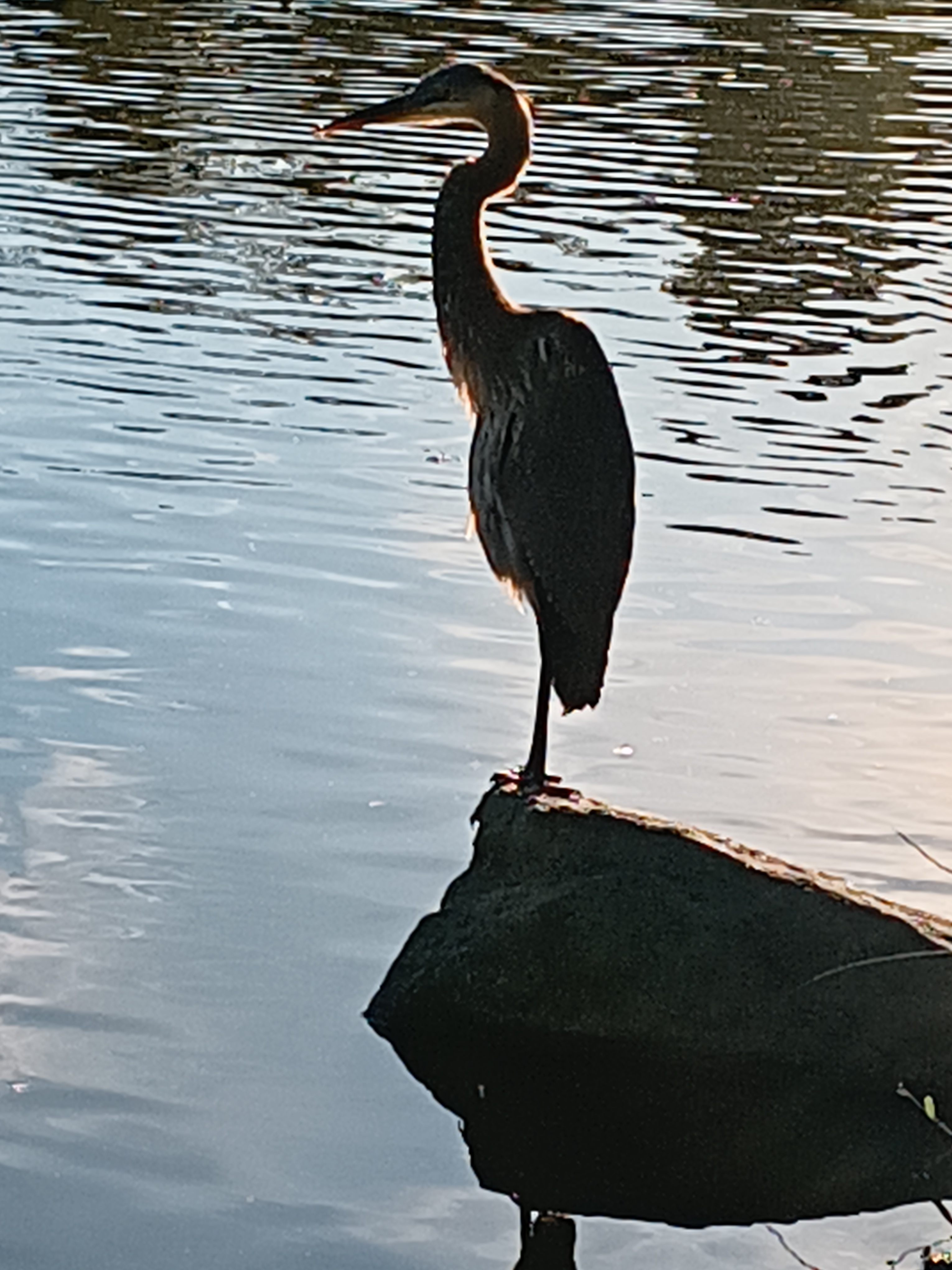
Garça em Harlem Meer
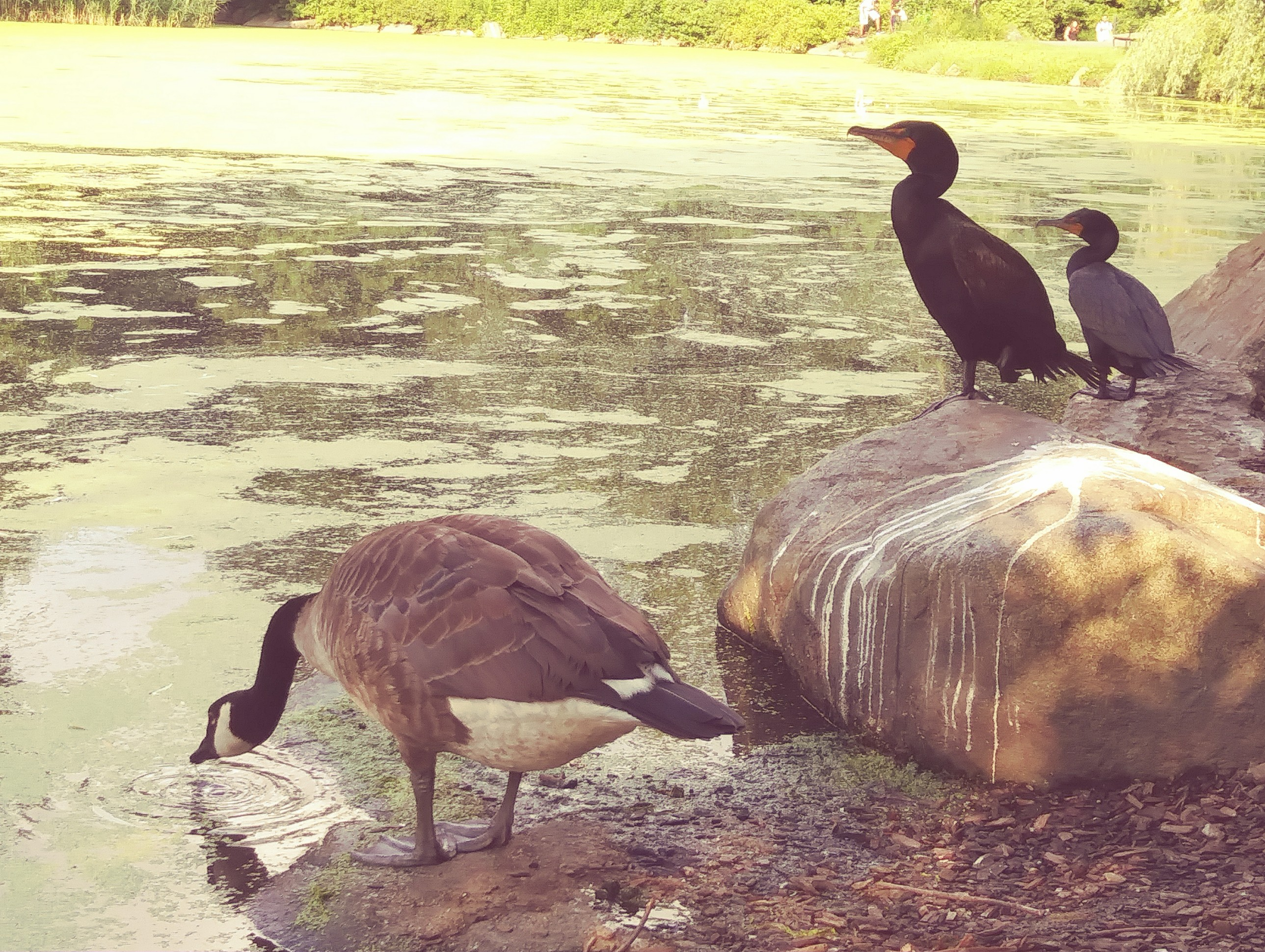
Ganso-do-canadá e corvos marinhos a The Pool
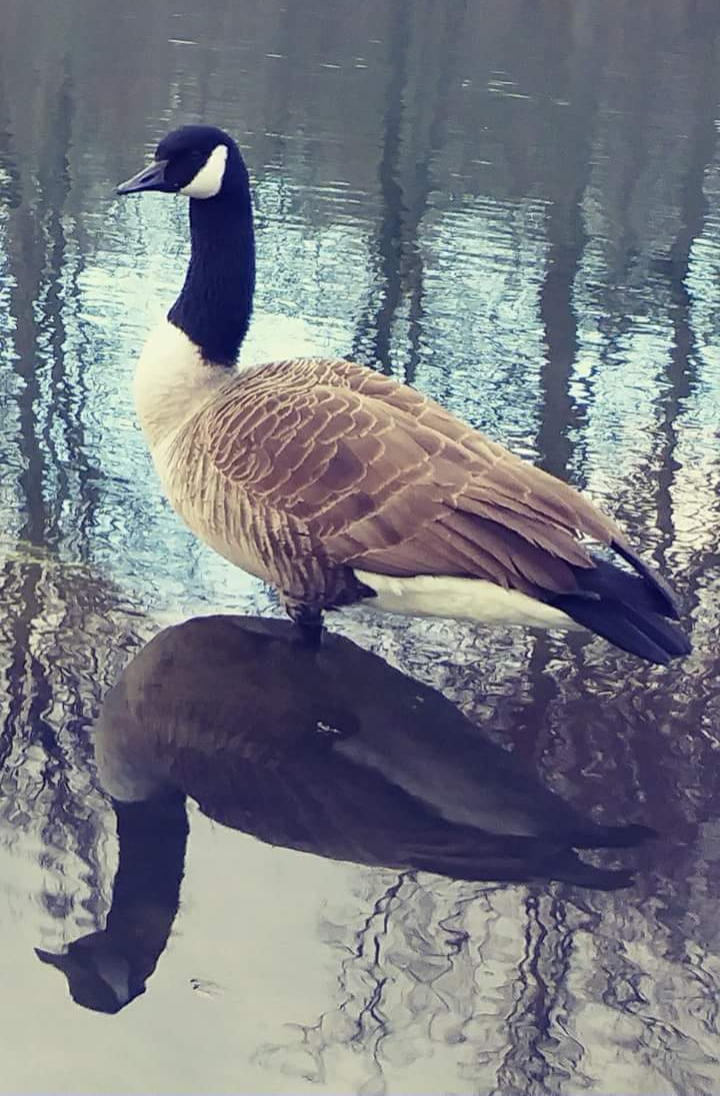
Ganso-do-canadá em The Pool
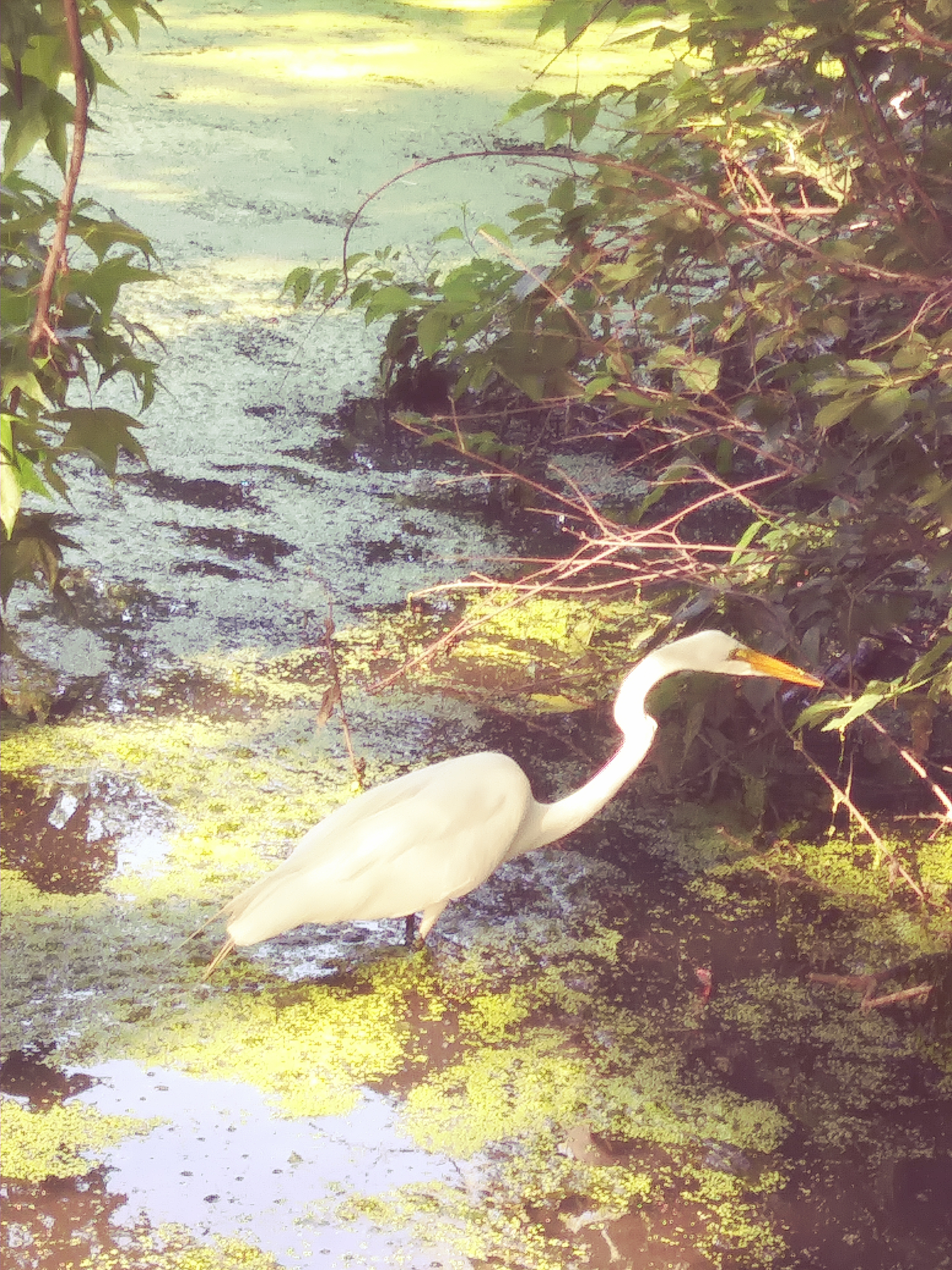
Garça em The Pool
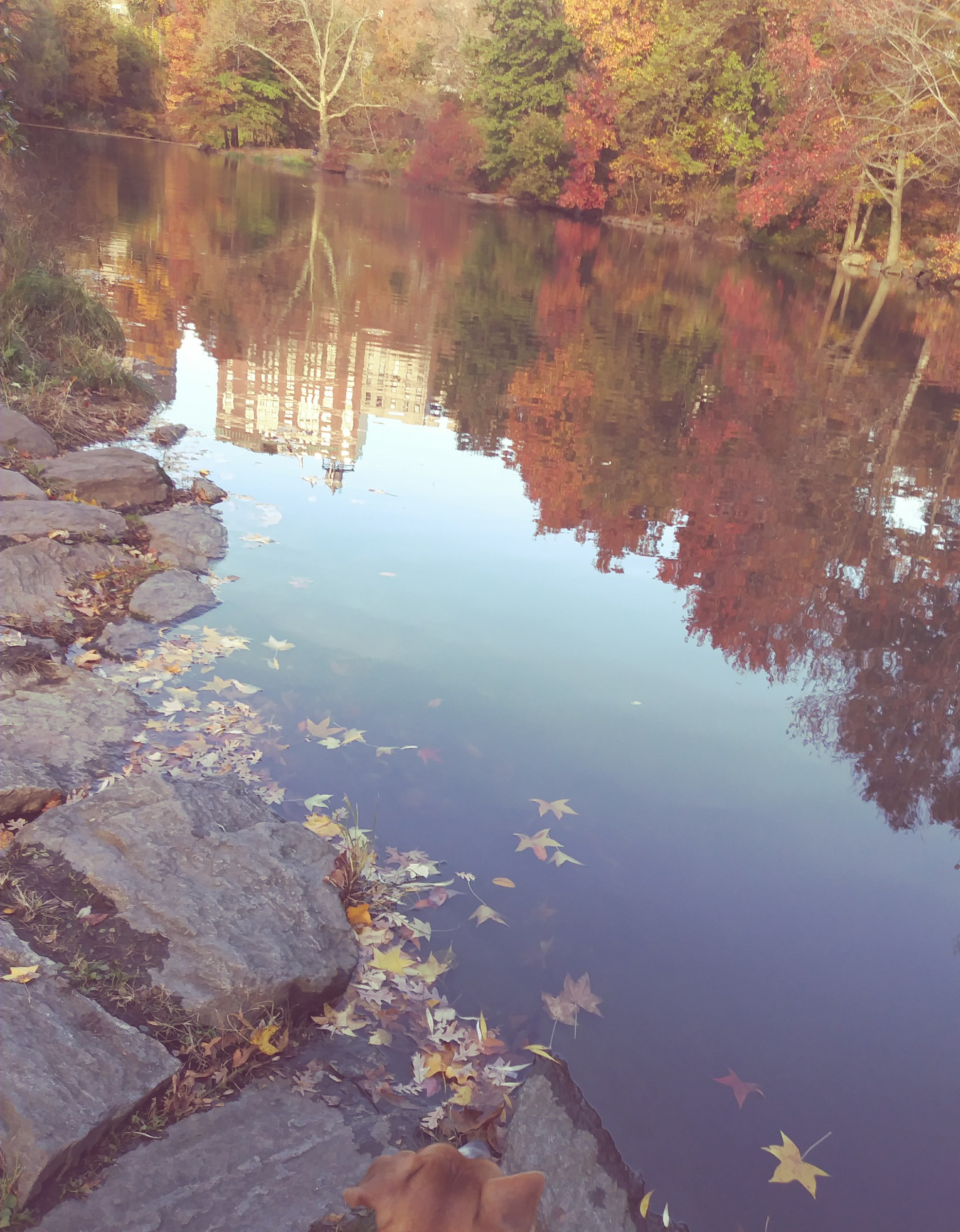
Vista ao oeste sobre The Pool
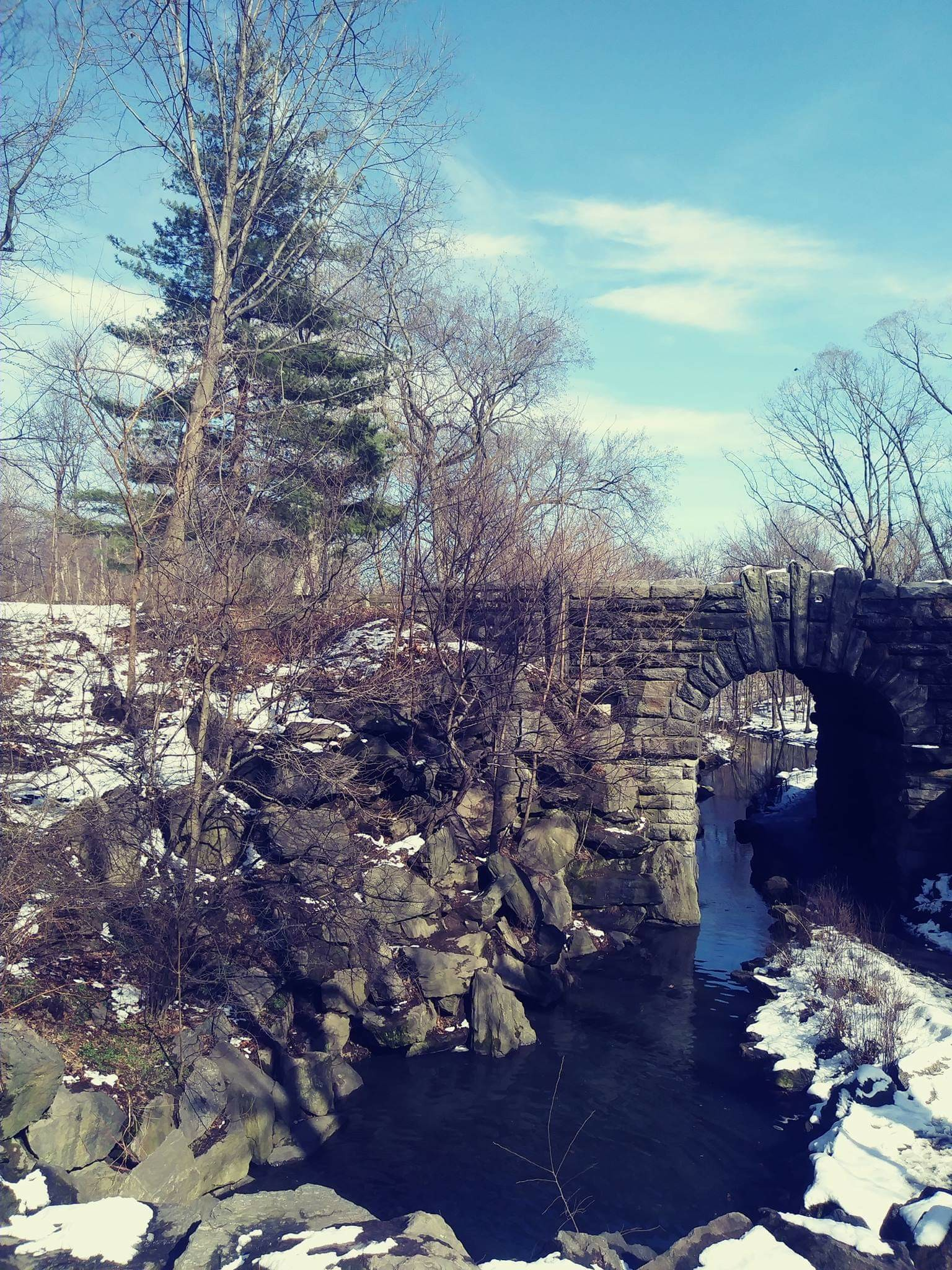
O ponte Glen Span
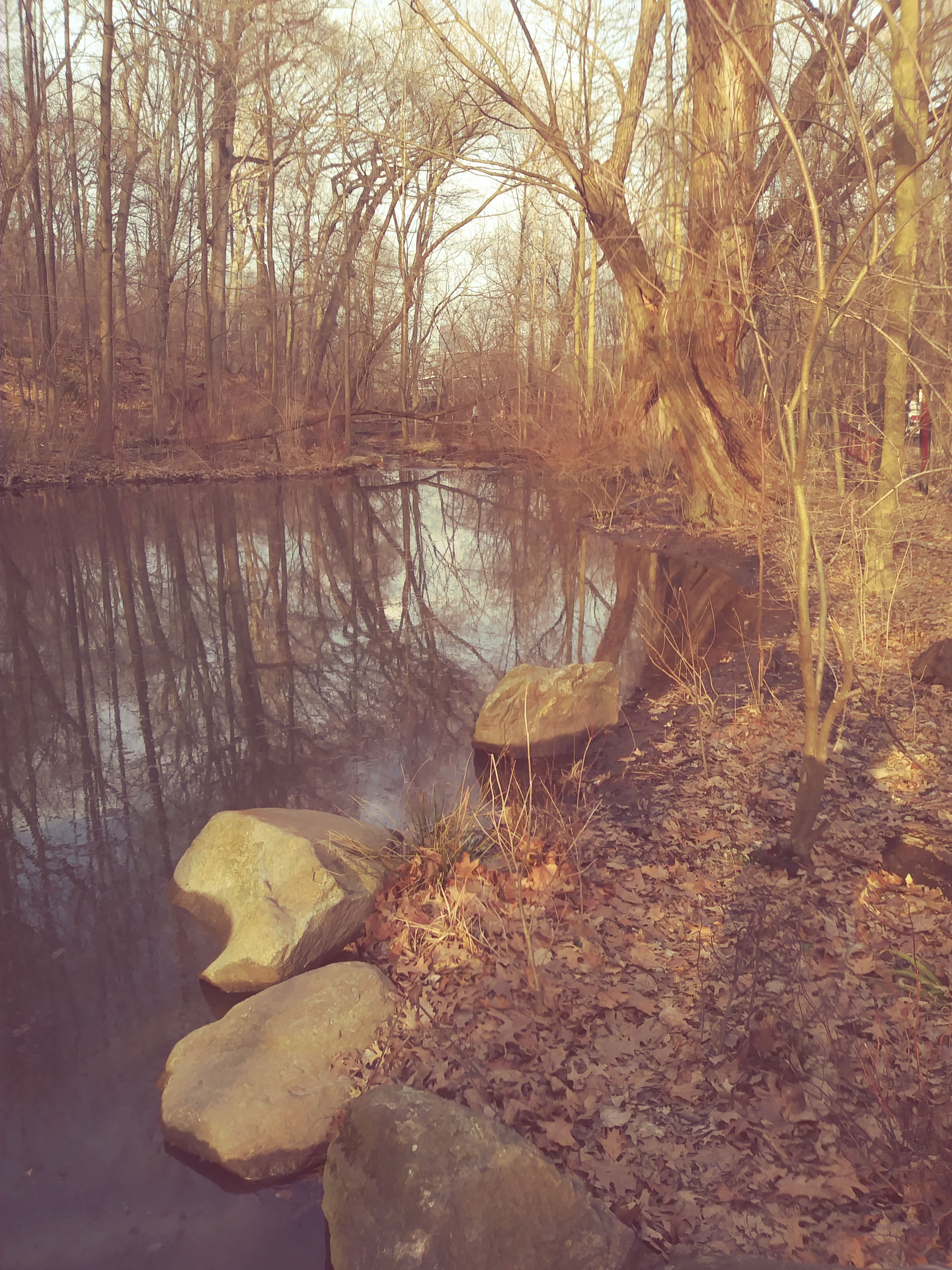
The Loch no North Woods
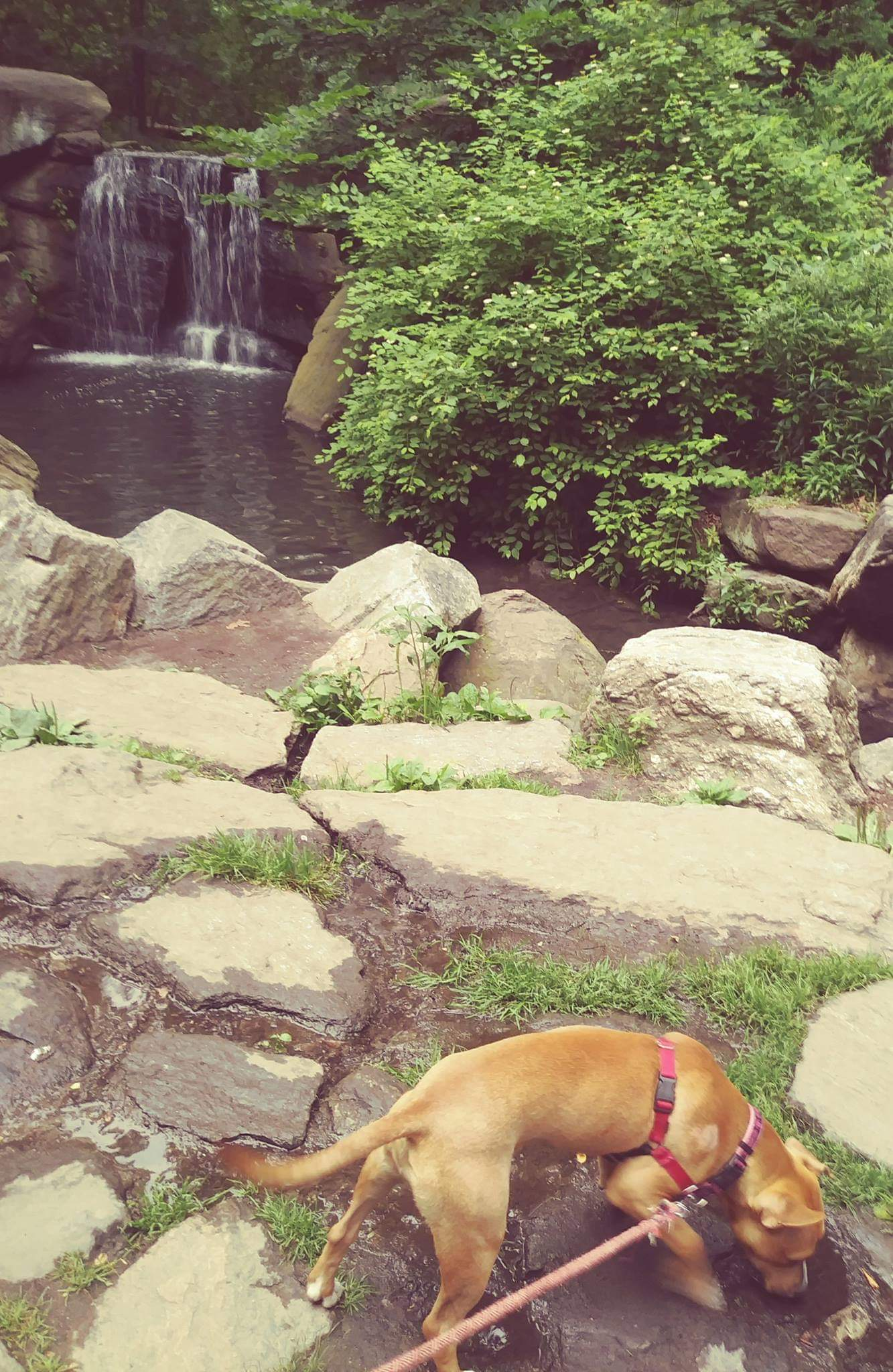
Uma das cascatas do North Woods (e um cão)
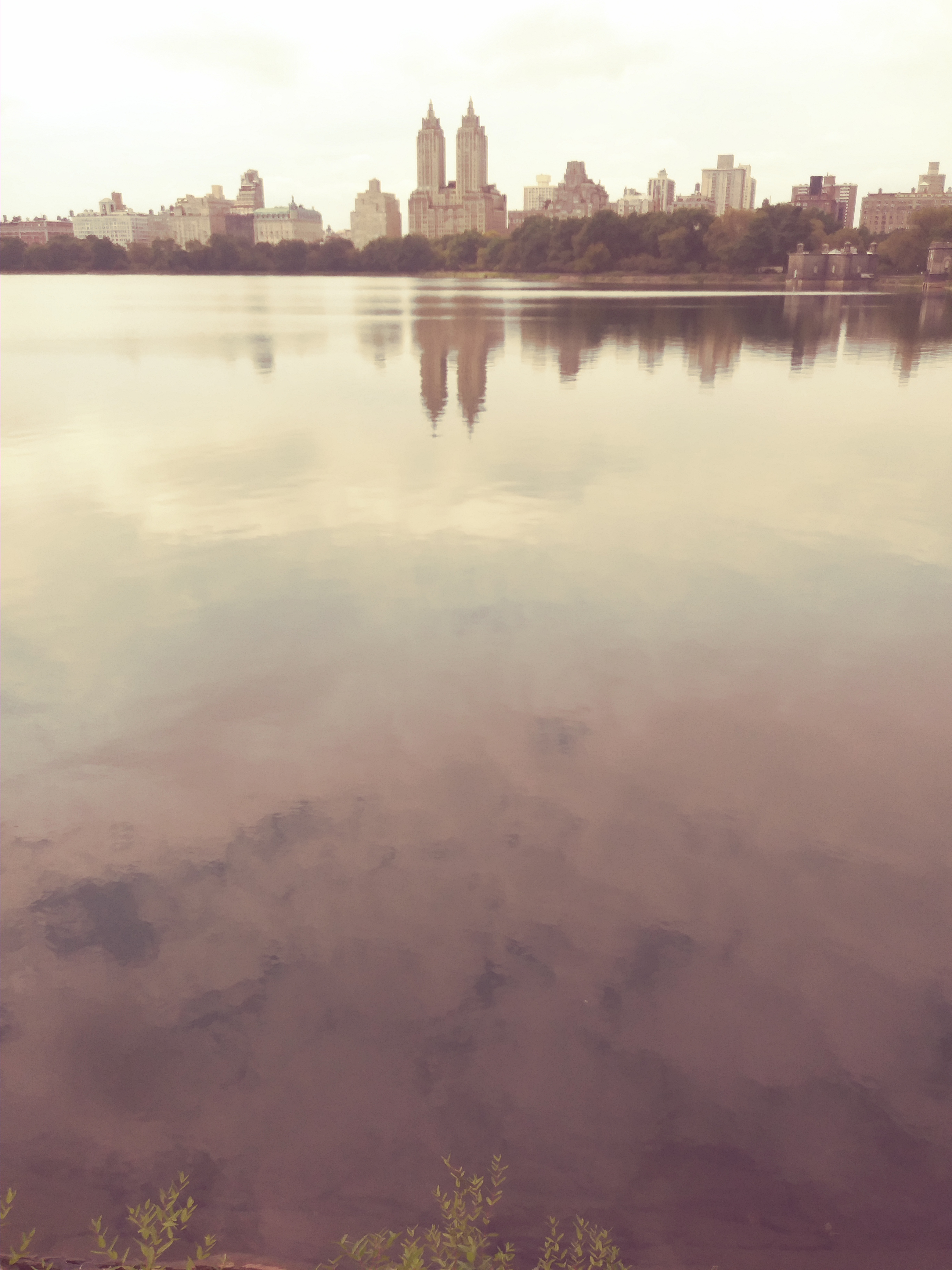
Vista ao oeste aos edifícios de Central Park West sobre o Reservatório
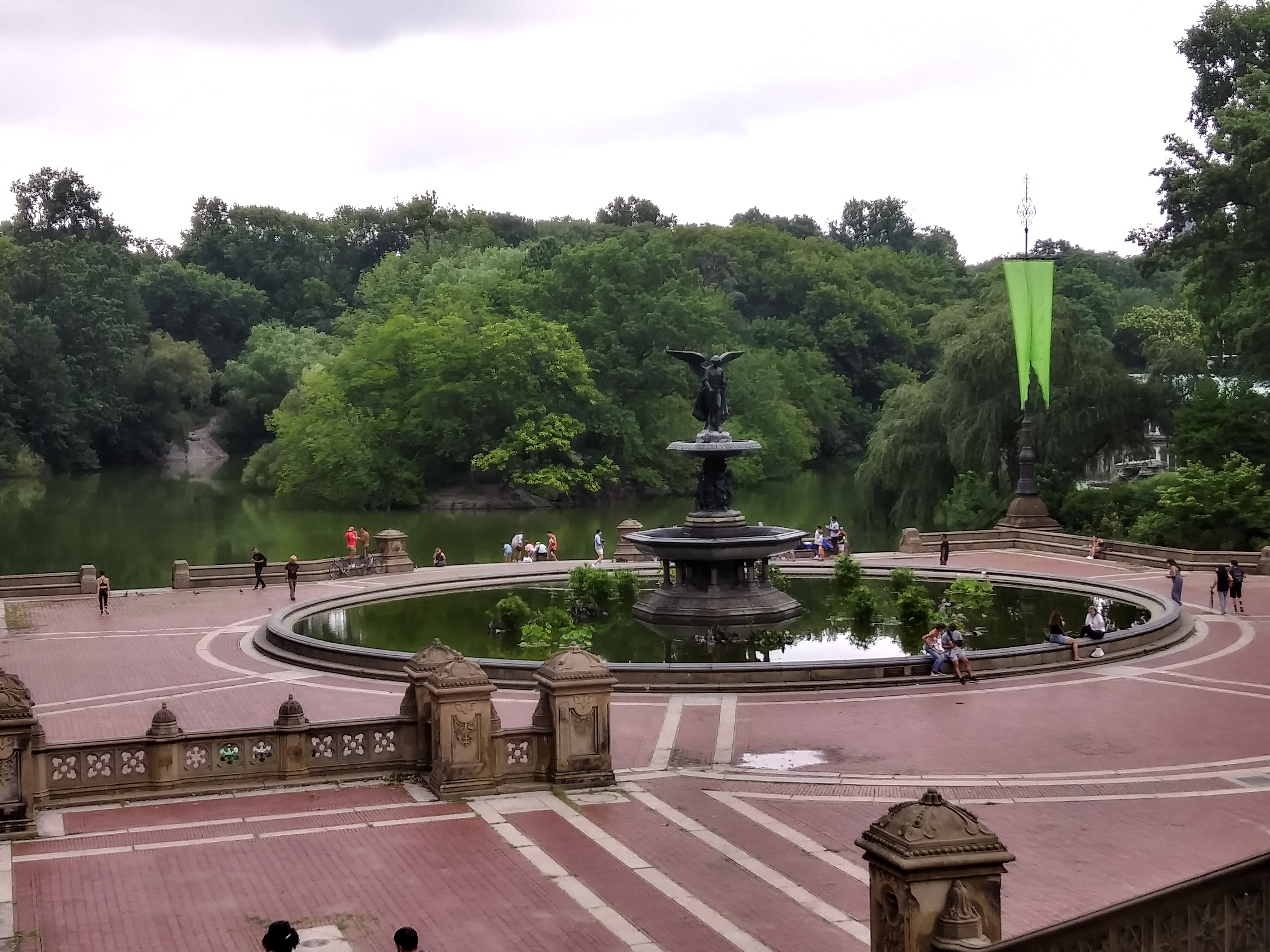
Terraço e fonte Bethesda ao lado do Lago
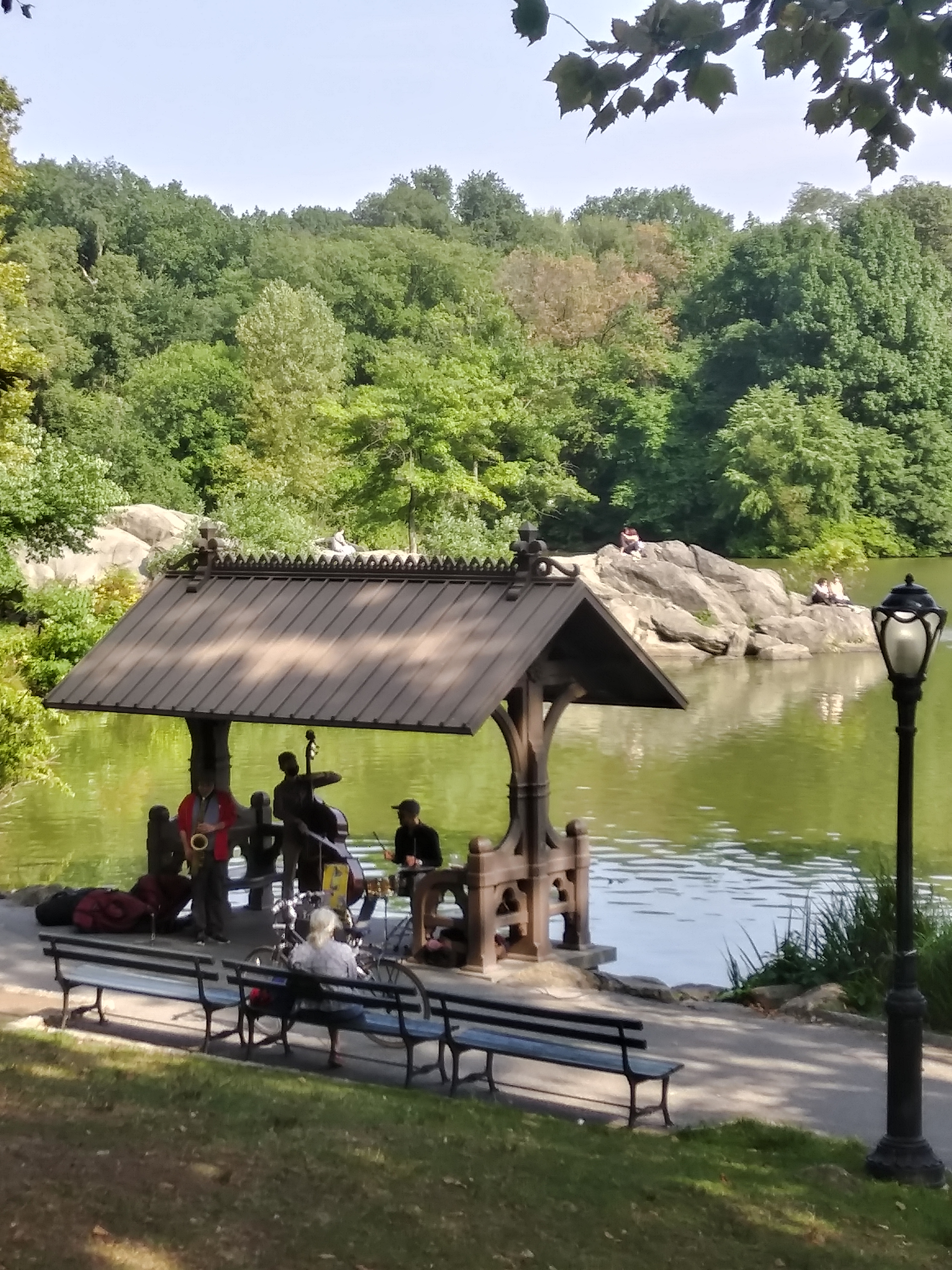
Banda de jazz ao lado do Lago
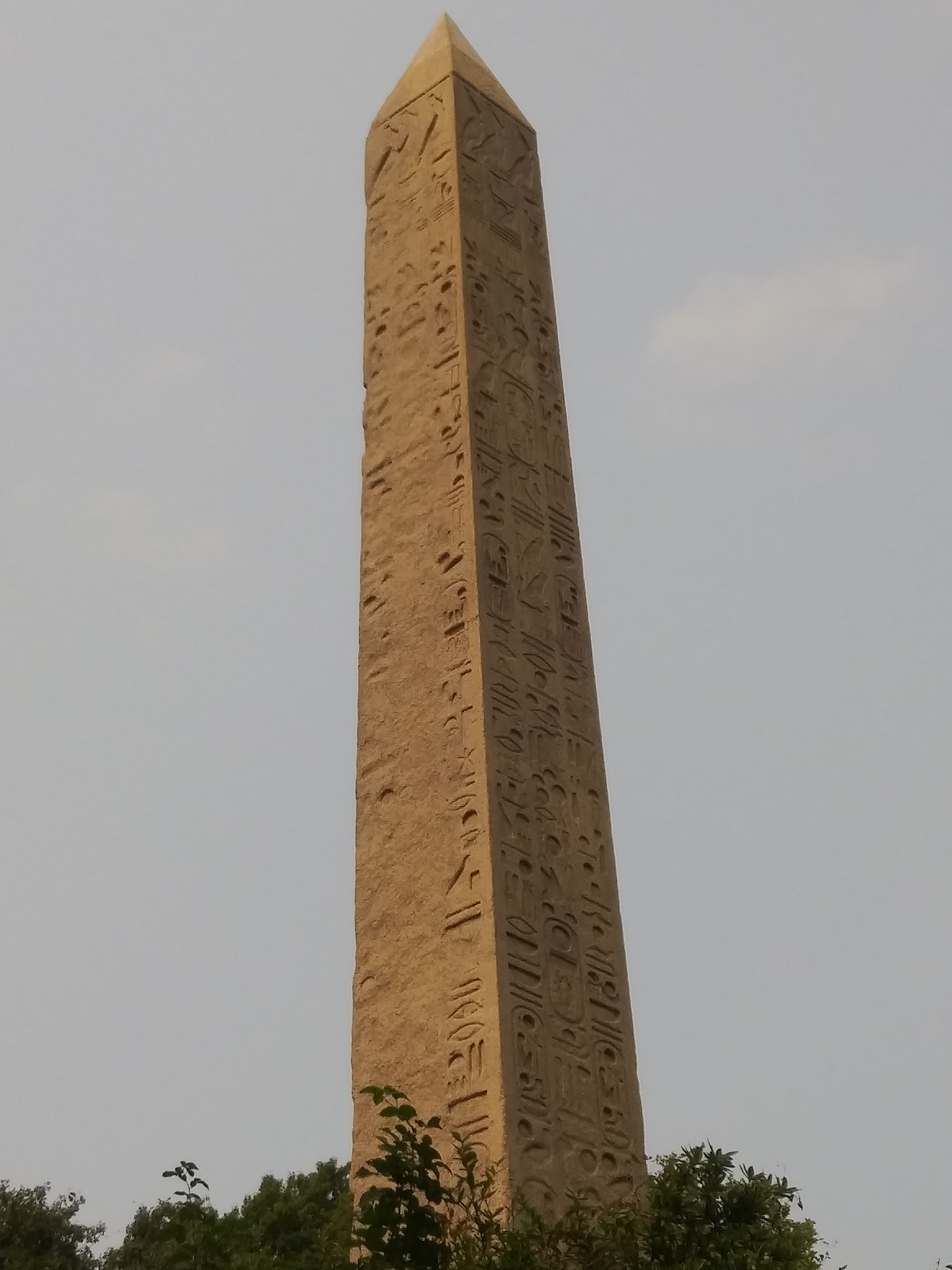
Agulha de Cleópatra
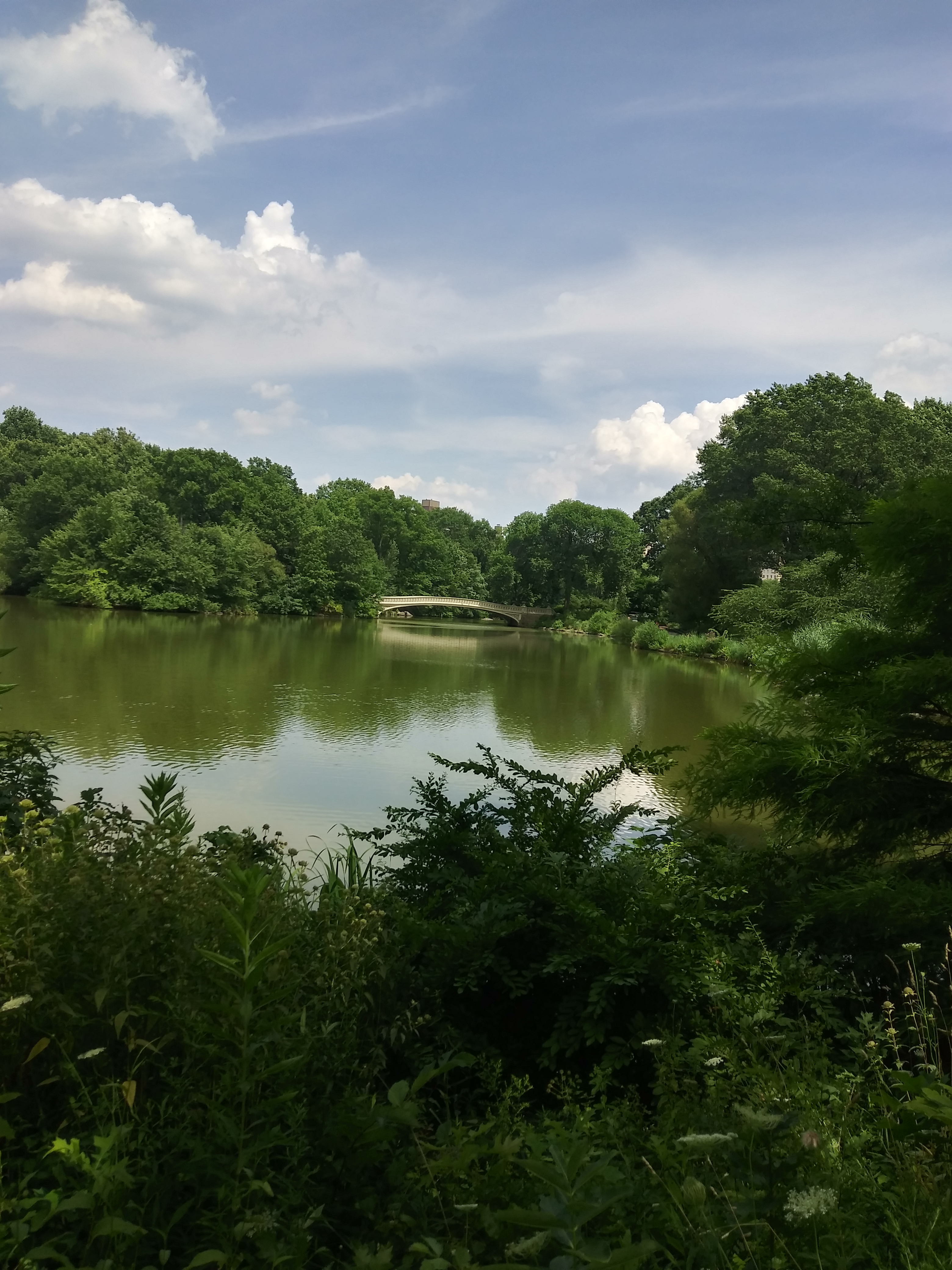
The Pond, vista ao norte
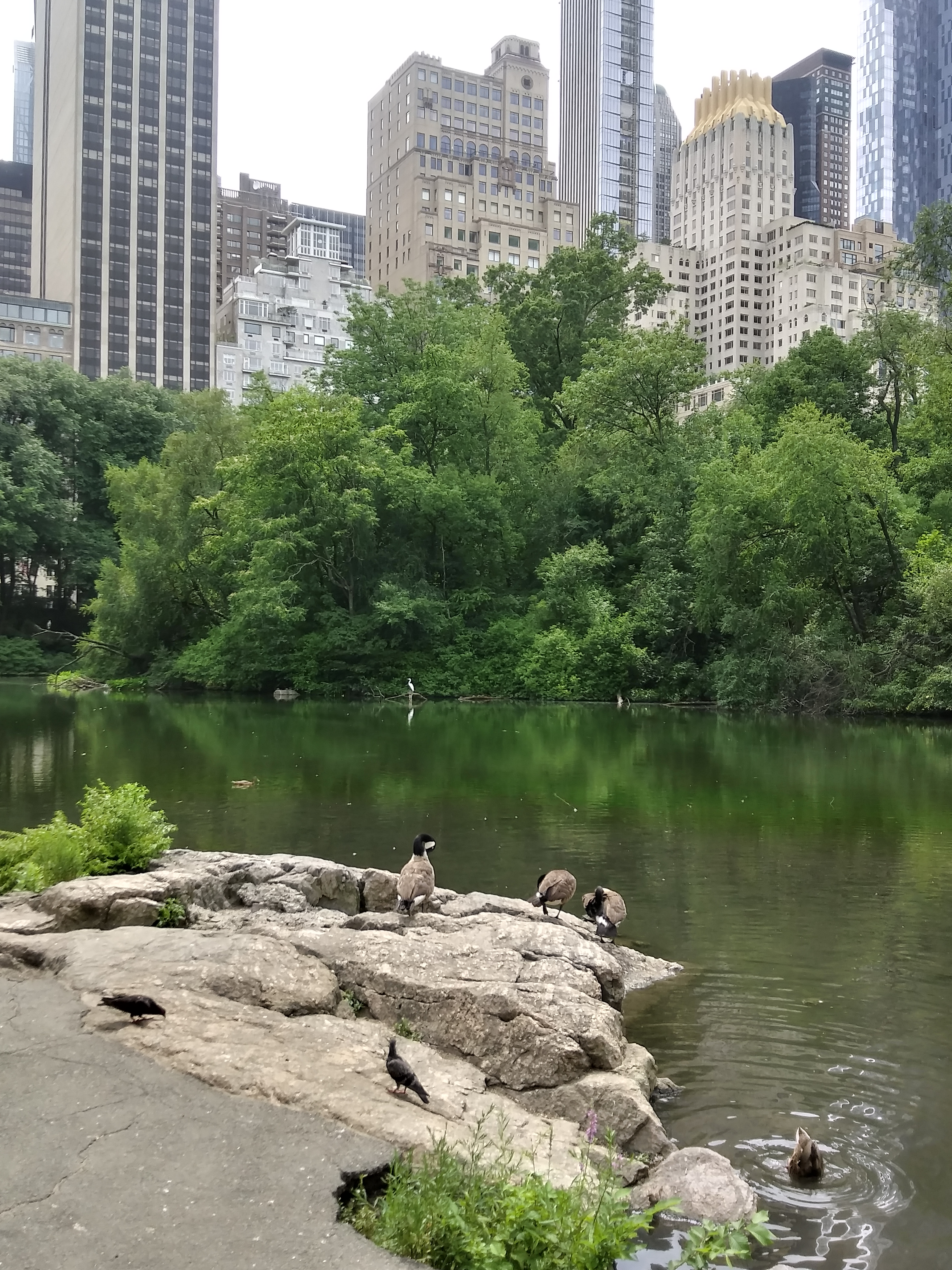
Vista de Central Park South ao sul sobre The Pond
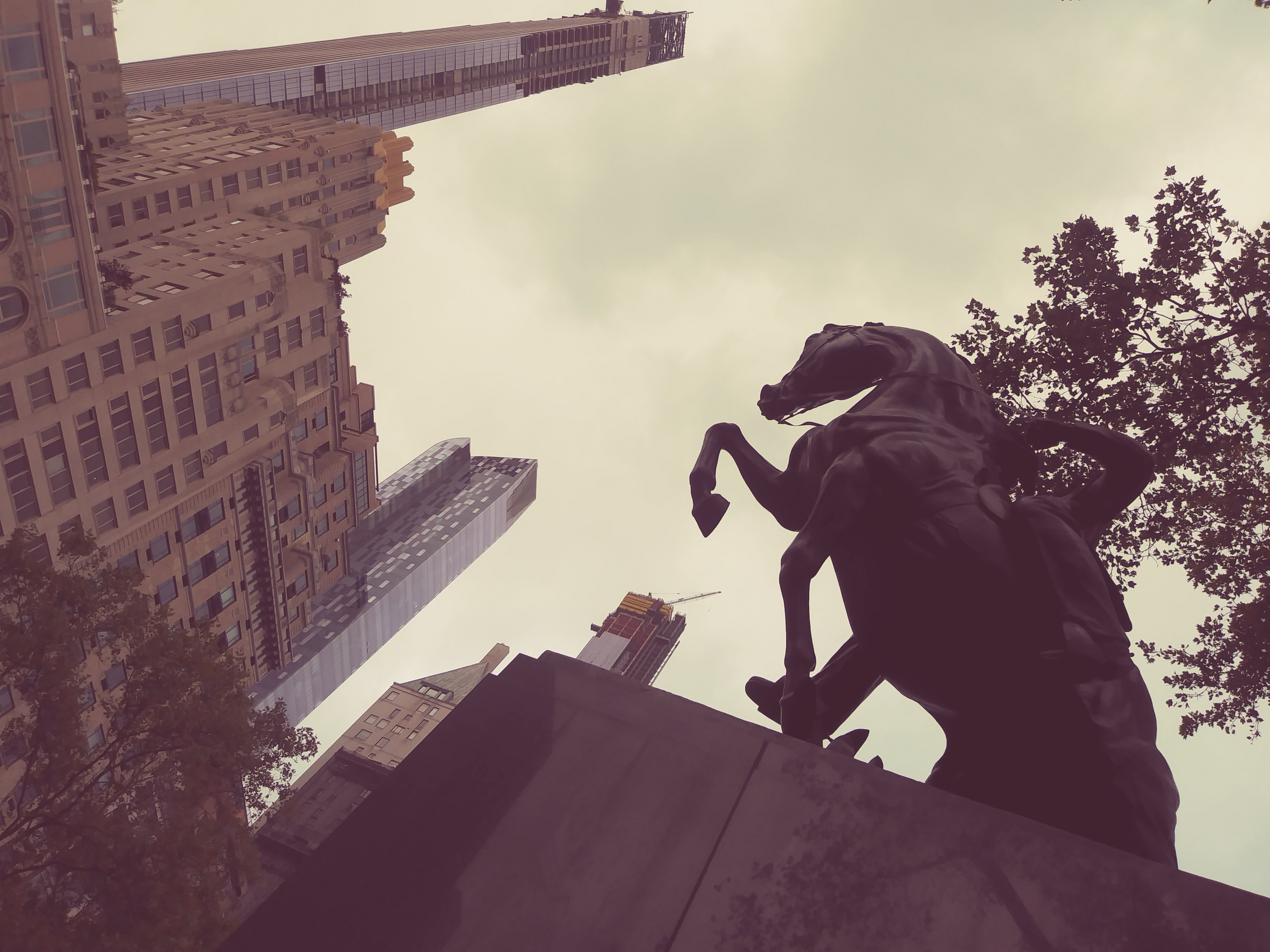
Estátua de José Martí ao lado sul do parque